# Canton du Valais
« Valais » redirige ici. Pour les autres significations, voir Valais (homonymie).
Le canton du Valais (VS, en allemand : Kanton Wallis), officiellement État du Valais (en allemand : Staat Wallis) est l'un des 26 cantons de la Suisse. Il est composé de 13 districts et son chef-lieu est Sion. Son drapeau porte 13 étoiles rouges et blanches représentant les districts du canton sur un fond blanc et rouge.
Le Valais est le neuvième canton du pays par sa population et le troisième par sa superficie. Il est partagé entre la Suisse romande — la partie francophone de l'ouest du pays — et la Suisse alémanique ; il est limitrophe des cantons de Berne et Vaud au nord, des cantons d'Uri et du Tessin à l'est, de la France à l'ouest et de l'Italie au sud. Le territoire du canton suit principalement la vallée du Rhône jusqu'au Léman et se trouve dans les Alpes suisses, faisant du Valais l'un des trois cantons alpins de la Suisse avec les Grisons et le Tessin. C'est une destination touristique majeure, réputée pour ses nombreuses stations alpines, telles que Crans-Montana, Verbier et Zermatt, et ses montagnes, le Cervin étant devenu un emblème du canton.
La plus grande ville du canton est Sion, suivie de Martigny et Monthey. Le canton compte 365 844 habitants au 31 décembre 2023 et il est l'un des trois cantons dont le français et l'allemand sont les langues officielles. Traditionnellement, le canton est divisé en trois régions, le Bas-Valais, le Valais central et le Haut-Valais, cette dernière abritant la population germanophone.
Le Valais entre définitivement dans la Confédération suisse en tant que canton en 1815.

## Étymologie
Le Valais correspond historiquement à l’ancienne « vallée Pennine » (Vallis Pœnina), nom que les Romains donnèrent à la région. Par la suite, au VIe siècle, elle sera désignée sous la forme de pagus Vallensis (« pays de la Vallée ») ou tout simplement Vallensis.
Cette étymologie a par ailleurs laissé une trace en français : le toponyme « Valais », masculin aujourd'hui, se comporte comme un toponyme féminin, ainsi dit-on « en Valais » et non pas « dans le Valais » ni « au Valais ».[réf. nécessaire]
En francoprovençal, le canton s'appelle lo Valêc ; le francoprovençal ne connait pas de prononciation de référence, ainsi ce mot peut être prononcé [va.ˈlai(k)], [va.ˈlɛi(k)], [va.ˈliː(k)], [va.wi] ou [vai].

## Géographie

### Généralités

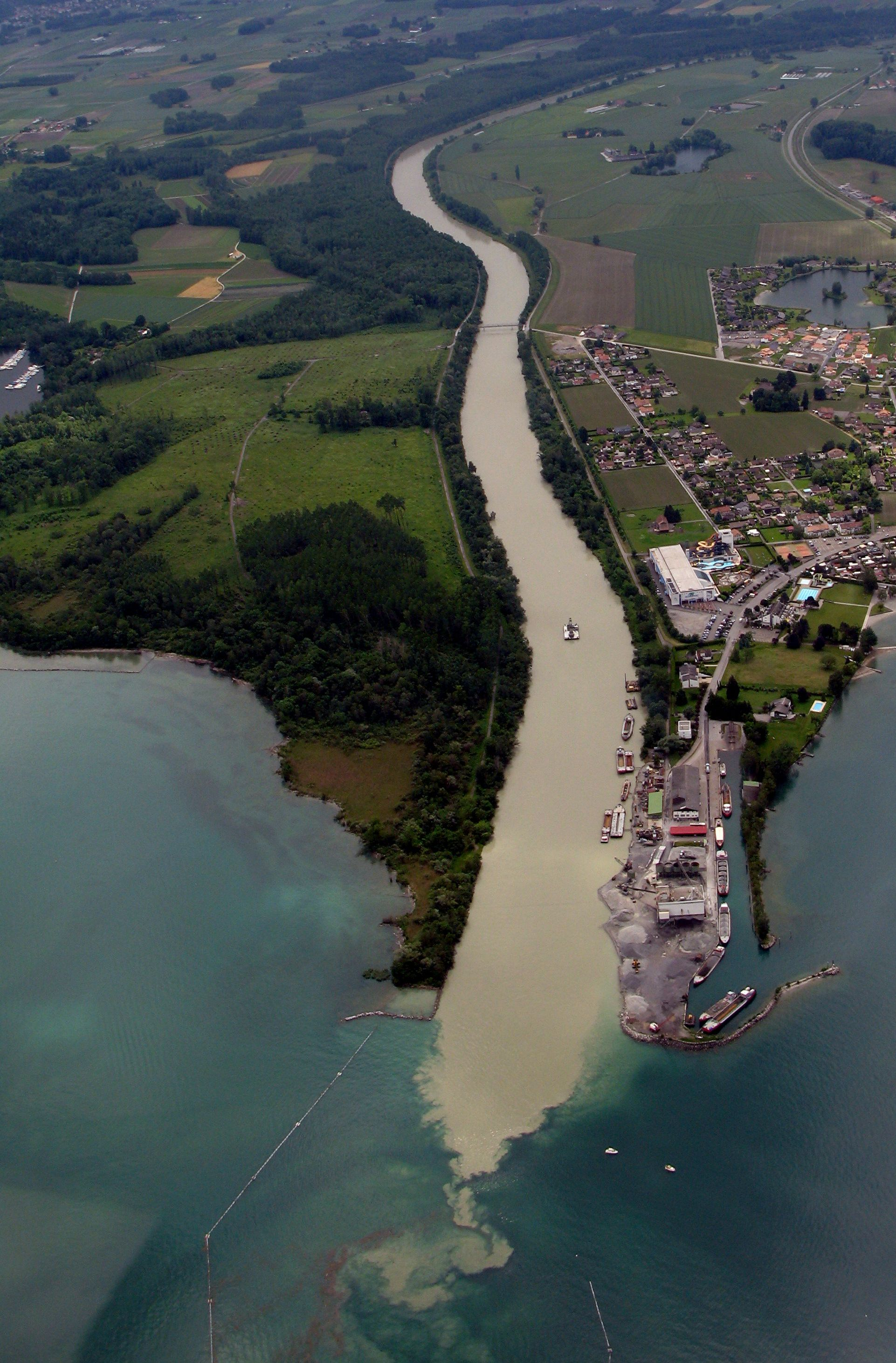
Le Rhône à la hauteur du Léman. À gauche le canton de Vaud, à droite le Valais.

Le canton du Valais est situé au sud-ouest de la Suisse. Il correspond approximativement à la haute vallée du Rhône, dans les Alpes, qui s'étend du glacier du Rhône jusqu'au Léman. Le Rhône prend sa source au pied du col de la Furka (2 429 mètres), dans un affaissement en forme de fourche, entre le Blauberg et le Furkahorn, à la frontière des cantons d’Uri et du Valais. Le Rhône coule d'abord approximativement d'est en ouest jusqu'à Martigny. À ce niveau, son cours se détourne de façon brutale vers le nord en formant un coude. Il se jette dans le Léman après avoir passé un défilé étroit à Saint-Maurice. Le Valais est situé à cheval entre les Alpes valaisannes (ou Alpes pennines), les Alpes lépontines, les Alpes uranaises et les Alpes bernoises.
Le Valais est un canton-frontière. Il est limité au nord par le Léman, le canton de Vaud et le canton de Berne, à l’est par les cantons d’Uri et du Tessin. Au sud, il partage ses frontières avec l’Italie (la Vallée d'Aoste et le Piémont) et à l’ouest avec la France (Haute-Savoie). Le centre de gravité du Valais selon l'Office fédéral de topographie, se trouve aux mayens de Gillou à 1 870 mètres d'altitude, au-dessus de Saint-Luc, dont les coordonnées Swiss Grid (système suisse de coordonnées) sont : E 612.813/N 117.582.
Le canton du Valais culmine à la pointe Dufour, à 4 634 m d'altitude, ce qui représente également le point culminant de la Suisse,, et son point le plus bas se trouve au bord du Léman sur les territoires des communes de Saint-Gingolph et Port-Valais, à 372 m d'altitude,. Avec une superficie de 5 224,25 km2, le Valais est le troisième plus grand canton de Suisse.

### Relief

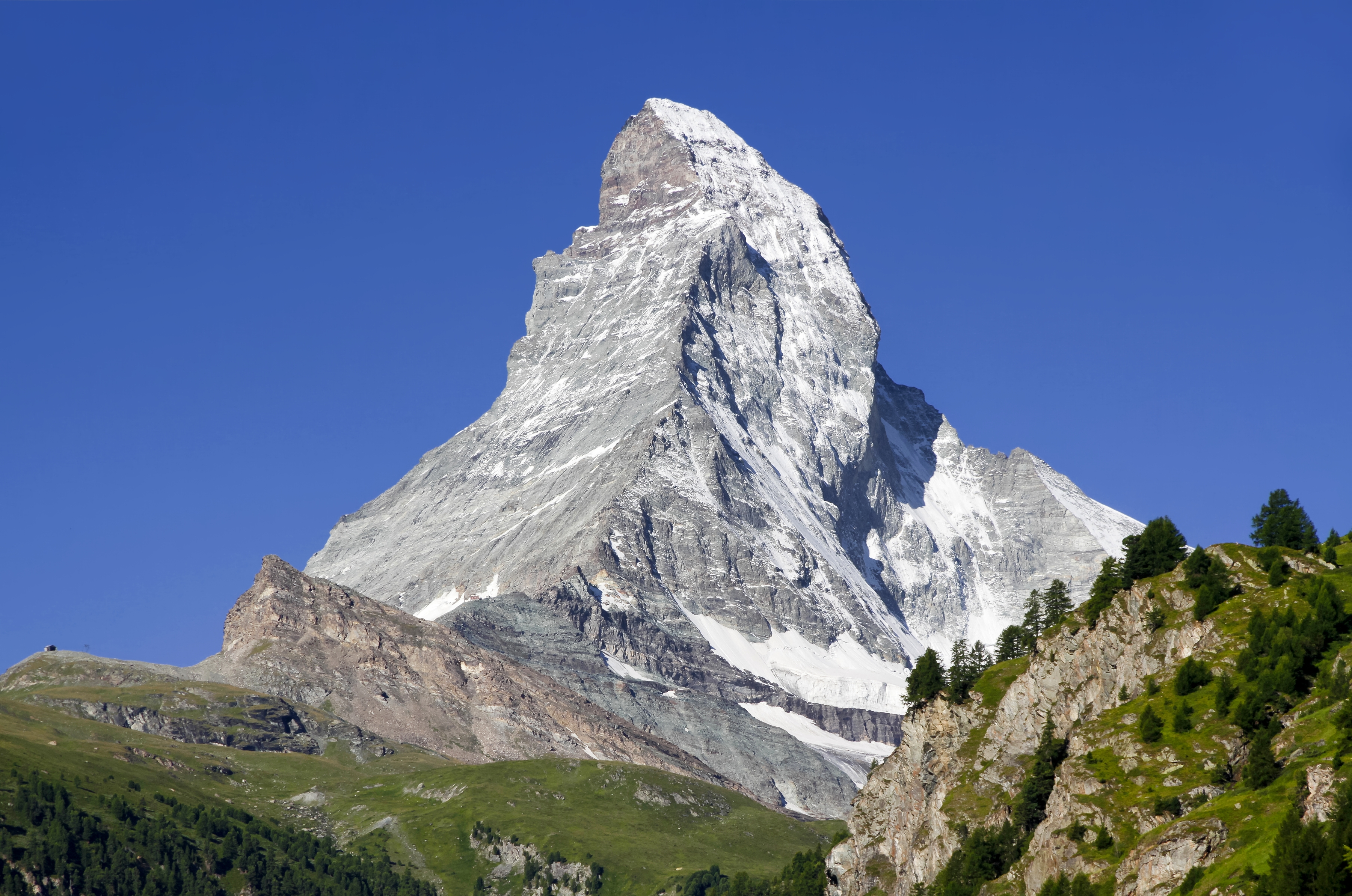
Le Cervin vu de Zermatt.

- 46 sommets des Alpes de plus de 4 000 mètres d'altitude sont situés sur les terres valaisannes, dont le Cervin et la pointe Dufour, plus haut sommet de Suisse (4 634 m). Les montagnes valaisannes appartiennent à différents massifs dont les plus importants sont les Alpes valaisannes, les Alpes pennines, les Alpes lépontines, les Alpes uranaises et les Alpes bernoises.
- Si l'axe est-ouest est marqué par la vallée du Rhône qui se prolonge dans la vallée de Conches, le Valais possède de nombreux vallons latéraux parmi lesquels le val d'Illiez, la vallée du Trient, le val de Bagnes, le val d'Entremont, le val Ferret, le val de Nendaz, le val d'Hérens, le val d'Hérémence, le val d'Arolla, le vallon de Réchy, le val d'Anniviers, le val de Zinal, le val de Moiry, la vallée de Tourtemagne, la vallée de Viège, la vallée de Zermatt, la vallée de Saas, la vallée de Nanz et le Lötschental.
- La richesse du relief valaisan permet à la nature d'exposer certaines de ses richesses comme à Euseigne, où l'on peut découvrir les pyramides d'Euseigne, qui sont des demoiselles coiffées.

### Hydrographie
Le Valais est en très grande partie situé dans le bassin versant du Rhône. Seuls les versants nord du col du Sanetsch et du col de la Gemmi sont au-delà de la crête nord des Alpes dans le bassin versant de l'Aar. La commune de Zwischbergen et une grande partie de la commune de Simplon sont sur le versant sud des Alpes dans le bassin versant du Pô.
| Alpes Bernoises (nord)              | Alpes Valaisannes (sud) [Barrage] / Vallée / Rivière                |
| ----------------------------------- | ------------------------------------------------------------------- |
| Fieschertal                         | Binntal                                                             |
|                                     | Nanztal                                                             |
| Lötschental, la Lonza               | Vallée de Saas, la Vispa                                            |
| Dalatal, la Dala (Loèche-les-Bains) | Barrage de Mattmark, Vallée de Zermatt (aussi dénommée Nikolaital)  |
|                                     | Turtmanntal, la Tourtemagne                                         |
| Barrage de Tseuzier, la Lienne      | Val d'Anniviers (Eifischtal), la Navizence                          |
| La Sionne                           | Grande Dixence Val d'Hérens (Eringertal), la Borgne                 |
|                                     | Barrage de Cleuson Val de Nendaz, la Printze                        |
| La Lizerne                          | Barrage de Mauvoisin Val de Bagnes (Baniental), la Dranse de Bagnes |
|                                     | Val d'Entremont, la Dranse d'Entremont                              |
|                                     | Val d'Illiez                                                        |

- Bien qu'à la hauteur du Bouveret le Valais borde le Léman, plus grand lac de Suisse et plus grand lac d'Europe occidentale, le canton se caractérise aujourd'hui avant tout par ses lacs artificiels constitués par les nombreux barrages qu'il compte. Parmi ceux-ci, le lac des Dix et le lac d'Émosson sont les deux plus grands lacs de barrage de Suisse.
- Parmi les lacs naturels, les plus importants sont le lac de Tanay, le lac de Champex et le lac de Derborence.
- La plaine du Rhône compte quant à elle quelques petits lacs comme le lac de Géronde à Sierre ou encore la Gouille des Îles à Sion.
- Le Valais abrite également le plus grand lac souterrain d'Europe : le lac souterrain de Saint-Léonard.
- Par son relief et les nombreux glaciers, le Valais est traversé par de nombreux cours d'eau (voir liste suisse) qui affluent au Rhône. Parmi ceux-ci, on peut mentionner la Borgne, la Morge, la Dranse, le torrent de Barberine qui rejoint l'Eau Noire et qui se déverse dans le Trient, la Printze, la Lienne, la Lizerne, la Lonza, la Losentse, la Massa, la Navizence, la Raspille, la Rèche, la Saltina, la Turtmänna, la Vispa et la Vièze.
- La Salanfe débouche sur la plaine du Rhône par une cascade, la Pissevache, devenue timide depuis la mise en service en 1952 du barrage de Salanfe qui retient ses eaux. Cette cascade a inspiré différents écrivains et artistes dont Johann Wolfgang von Goethe.
- De nombreux bisses de montagne parcourent les vallées. Si historiquement ces bisses permettaient de canaliser l'eau s'écoulant des montagnes vers les cultures et les vignes, aujourd'hui ils ont davantage une fonction touristique, puisqu'ils sont intégrés à la plupart des randonnées.
- Le canton possède le glacier le plus étendu et le plus long d'Europe : le glacier d'Aletsch qui a été reconnu au patrimoine mondial de l'UNESCO. Il mesure environ 24 km de longueur et l'épaisseur de glace atteint par endroits 900 m. Les principaux glaciers du Valais sont le glacier d'Arolla, le glacier de Corbassière, le glacier d'Otemma, le glacier de Fiesch, le glacier de Moiry, le glacier de Zmutt, le glacier de l'Allalin, le glacier du Giétro, le glacier du Gorner et le glacier du Rhône.
- Le territoire du canton comporte 680 glaciers, ce qui représente 52 milliards de m3 de glace. Cela représente deux tiers des glaces suisses et le tiers des glaces de la chaîne des Alpes, lui procurant ainsi une place unique dans les régions alpines. À l'heure actuelle, avec l'élévation de la température atmosphérique annoncée par tous les experts, la fonte des glaciers et du pergélisol alpin s'accroît et va très certainement influencer à l'avenir les chiffres cités.

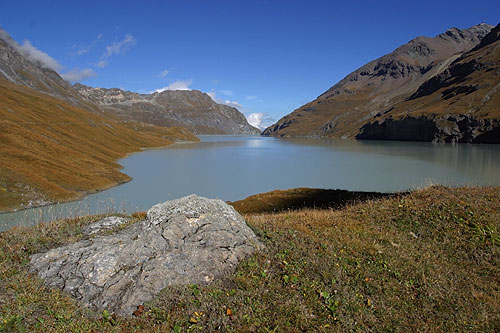
Le lac des Dix.
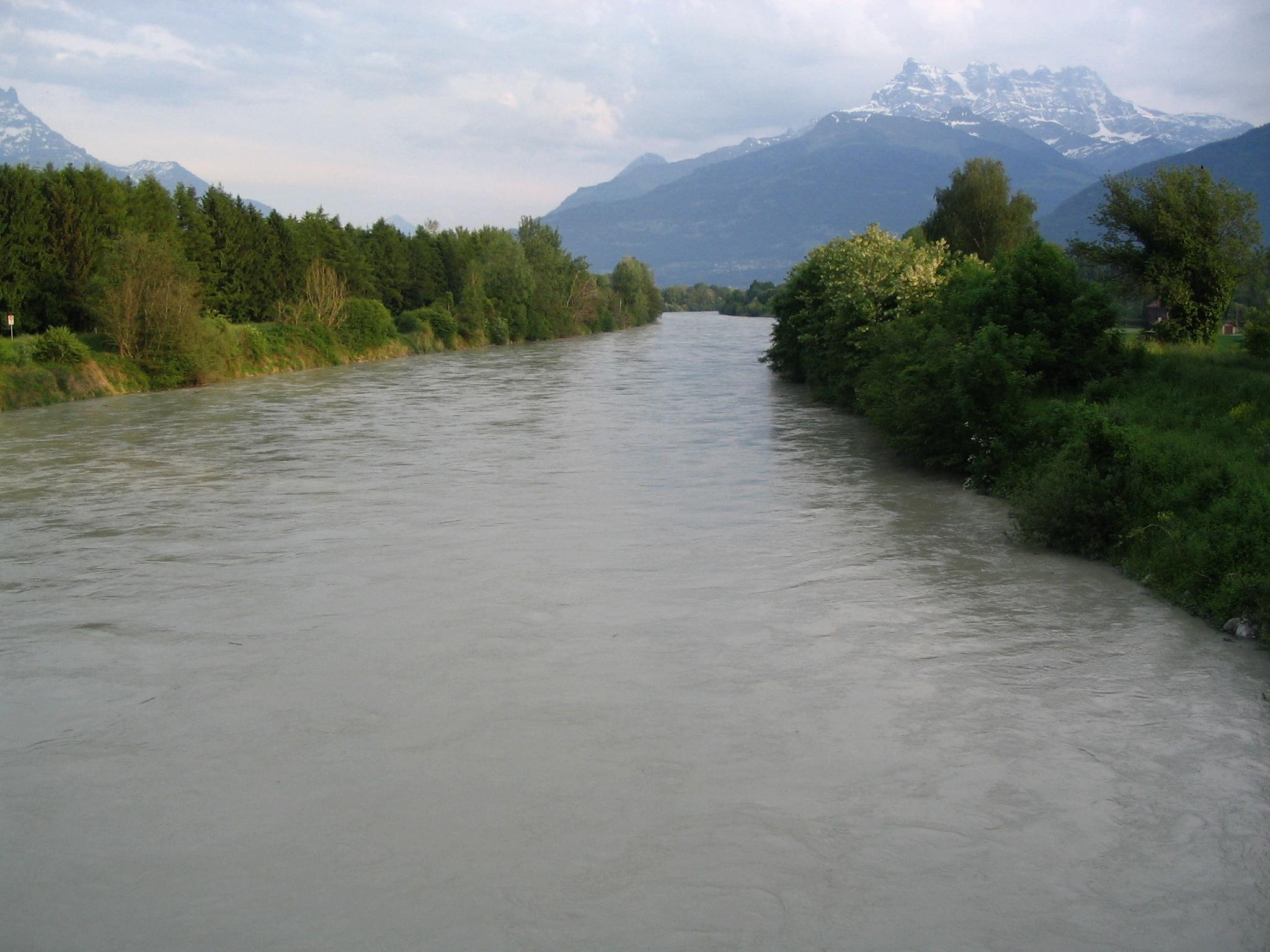
Le Rhône dans le Bas-Valais.
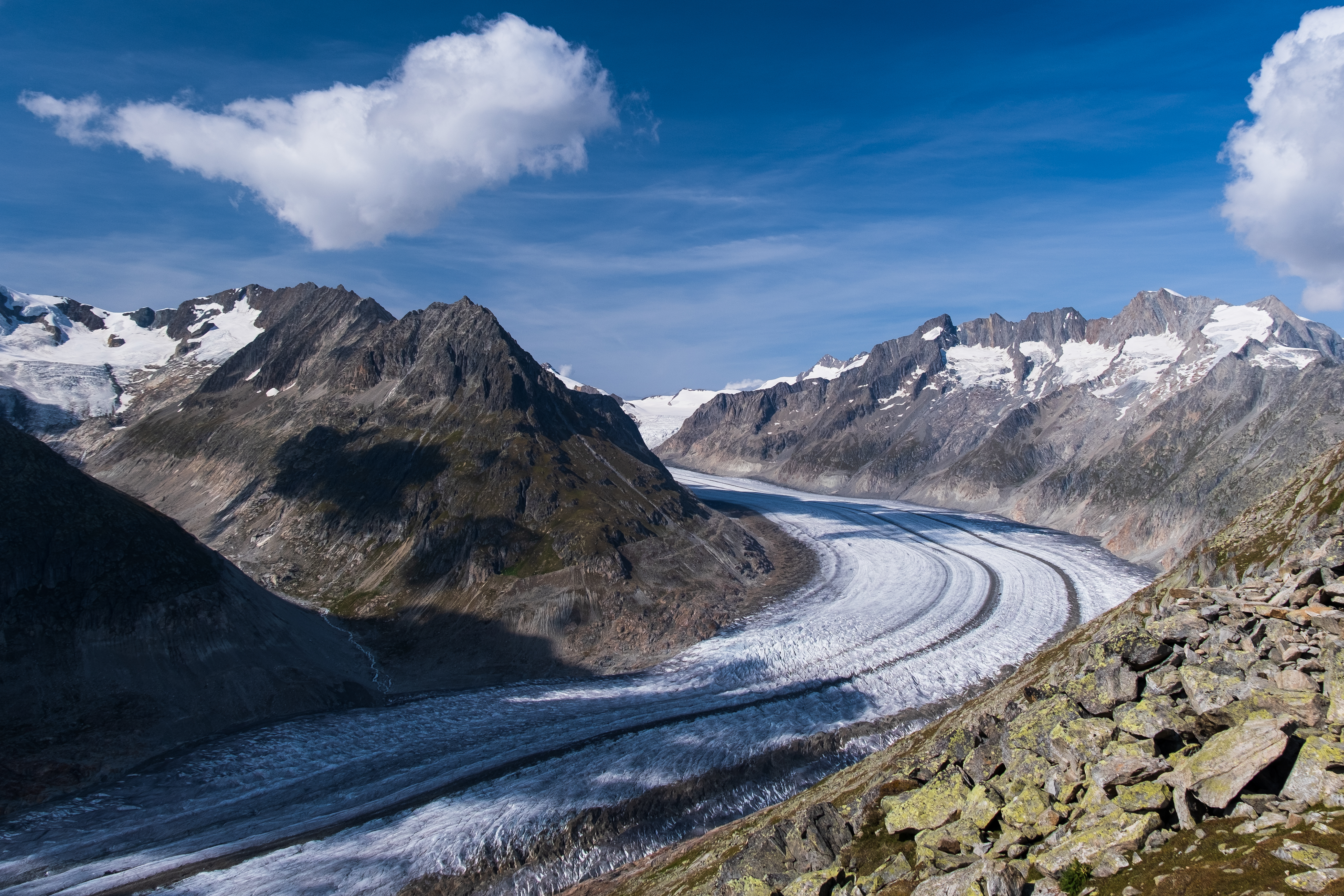
Partie médiane du glacier d'Aletsch en septembre 2021.
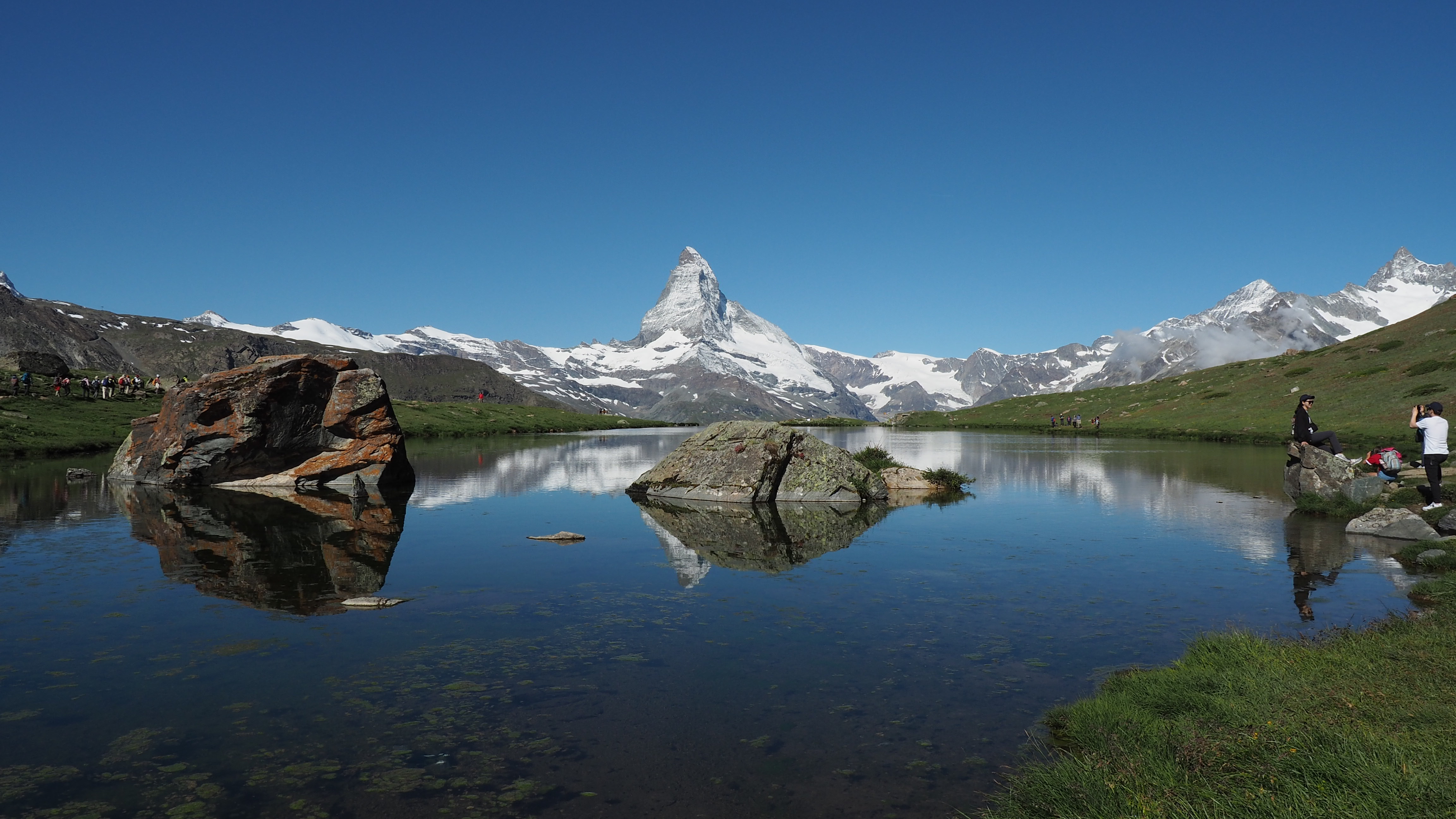
Le Stellisee, dans le canton du Valais. Juillet 2019.

### Climat

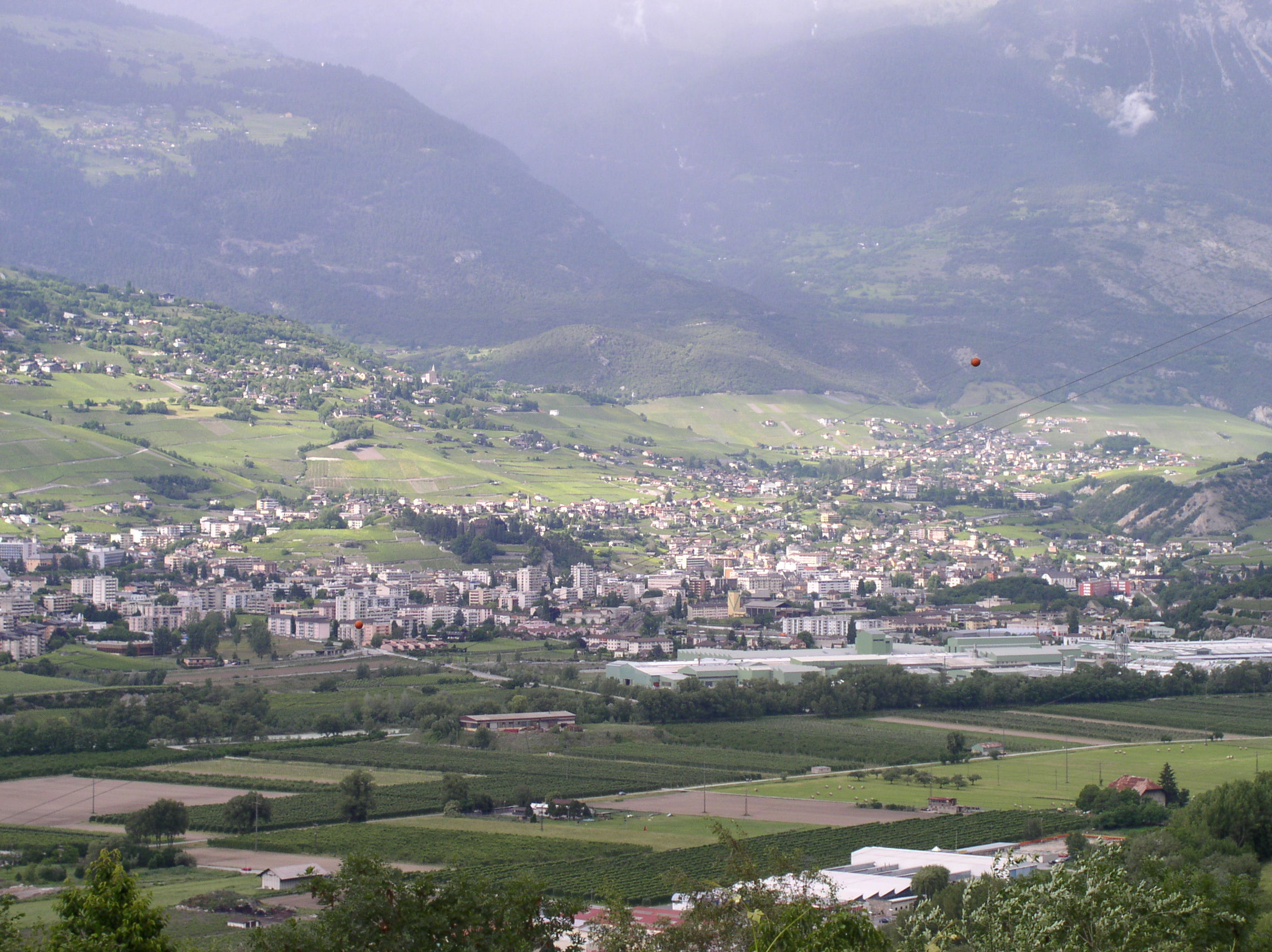
Sierre.

Les hautes chaînes de montagnes qui l'enserrent de toutes parts mettent partiellement le Valais à l'abri des dépressions venues de l'Atlantique ou de la Méditerranée. Le canton possède un climat particulier marqué par un fort ensoleillement, en hiver comme en été. Le Valais est la région la plus sèche de Suisse avec deux fois moins de précipitations que sur le plateau. La réalité est toutefois plus complexe, l'ouest est plus humide que le Valais central, les versants sud et nord ne sont pas touchés par les mêmes perturbations et l'altitude joue un rôle important sur les températures et les précipitations. Ce climat de type alpin varie tout au long de la vallée du Rhône, ce qui lui permet d'être une région viticole et fruitière assez importante. La ville de Sierre est d'ailleurs connue pour son ensoleillement, elle avait été baptisée par les Romains Sirrum amœnum, « Sierre l'Agréable », d'où son surnom de « Cité du Soleil ».
| Données                         | Station          | jan. | fév.  | mars | avril | mai  | juin | jui. | août | sep. | oct. | nov. | déc. | année |
| ------------------------------- | ---------------- | ---- | ----- | ---- | ----- | ---- | ---- | ---- | ---- | ---- | ---- | ---- | ---- | ----- |
| Températures moyennes max. (°C) | Grand-St-Bernard | −4,4 | −4,9  | −3,2 | −0,9  | 3,7  | 8,2  | 11,5 | 11,3 | 7,5  | 3,6  | −1,5 | −3,7 | 2,3   |
| Températures moyennes max. (°C) | Sion             | 4,4  | 6,9   | 12,5 | 16,6  | 21   | 24,5 | 27   | 26,1 | 21,7 | 16,7 | 9,5  | 4,7  | 16    |
| Températures moyennes max. (°C) | Viège            | 2,7  | 6     | 12,2 | 16,1  | 20,8 | 24,2 | 26,7 | 25,9 | 21,5 | 16,2 | 8,2  | 3,2  | 15,3  |
| Températures moyennes min. (°C) | Grand St-Bernard | −9,8 | −10,2 | −8,5 | −5,9  | −1,3 | 2,2  | 4,8  | 5    | 1,9  | −1,3 | −6,3 | −8,9 | −3,2  |
| Températures moyennes min. (°C) | Sion             | −3,6 | −2,3  | 1,4  | 4,5   | 8,7  | 11,8 | 13,8 | 13,3 | 9,9  | 5,6  | 0,4  | −2,6 | 5,1   |
| Températures moyennes min. (°C) | Viège            | −5,4 | −3,9  | 0,1  | 3,1   | 7,2  | 10,1 | 11,9 | 11,6 | 8,4  | 4,2  | −0,7 | −4,2 | 3,5   |
| Précipitations (mm)             | Grand St-Bernard | 232  | 208   | 215  | 232   | 213  | 158  | 135  | 136  | 143  | 202  | 248  | 246  | 2 368 |
| Précipitations (mm)             | Sion             | 51   | 47    | 42   | 35    | 49   | 54   | 58   | 57   | 44   | 52   | 52   | 64   | 603   |
| Précipitations (mm)             | Viège            | 53   | 43    | 50   | 46    | 55   | 44   | 42   | 46   | 41   | 57   | 57   | 62   | 596   |
| Ensoleillement (heures)         | Grand St-Bernard | 55   | 106   | 151  | 139   | 149  | 183  | 212  | 198  | 160  | 125  | 67   | 25   | 1 571 |
| Ensoleillement (heures)         | Sion             | 92   | 124   | 176  | 197   | 218  | 245  | 269  | 244  | 204  | 158  | 98   | 68   | 2 093 |
| Ensoleillement (heures)         | Viège            | −    | 114   | 182  | 202   | 220  | 236  | 267  | 247  | 209  | 154  | −    | −    | −     |
| Source : MétéoSuisse.           |                  |      |       |      |       |      |      |      |      |      |      |      |      |       |

### Voies de communication et transport

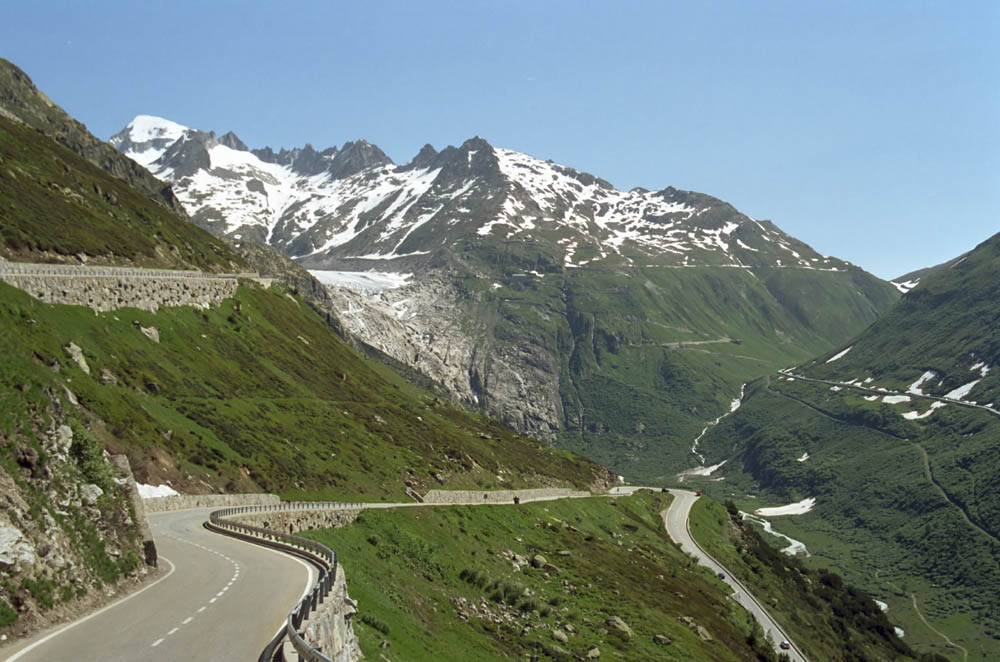
La route du col de Grimsel (col de la Furka en arrière-plan).

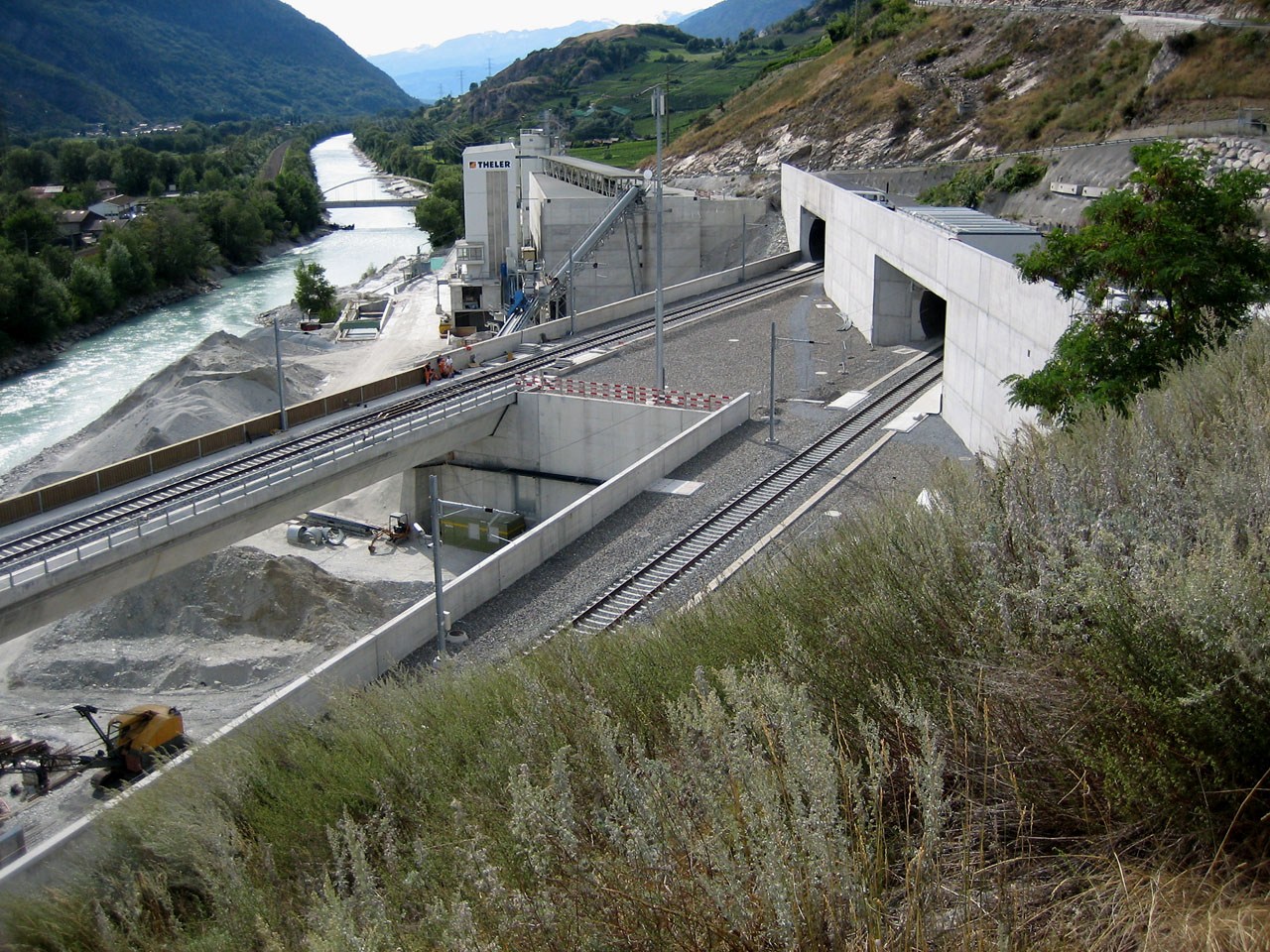
Entrée du tunnel de base du Lötschberg, à Rarogne.

Fermé de tous côtés par de hautes chaînes de montagne à l'exception du débouché du Rhône à la hauteur du goulet de Saint-Maurice, le canton est isolé de ses voisins. Toutefois, ces barrières naturelles peuvent être franchies par des cols de haute altitude ainsi que par des tunnels ferroviaires ou routiers.
Le réseau routier relie les villes et villages de plaine, ainsi que les nombreux villages qui s'égrènent le long des vallées perpendiculaires à la vallée du Rhône. Le franchissement des montagnes se fait par plusieurs cols routiers, souvent de haute altitude (plus de 2 000 mètres) : col du Grimsel, col de la Furka, col du Nufenen, col du Simplon, col du Grand-Saint-Bernard, col de la Forclaz et le pas de Morgins. Ces cols sont fermés durant l'hiver, sauf la Forclaz, le Simplon et le pas de Morgins. Le Grand-Saint-Bernard reste lui franchissable grâce au tunnel du même nom. L'autoroute A9 (Brigue-Lausanne-Vallorbe)  reliant la France à l'Italie, traverse la vallée jusqu'à Sierre. Le dernier tronçon, entre Sierre et Brigue, est en construction.

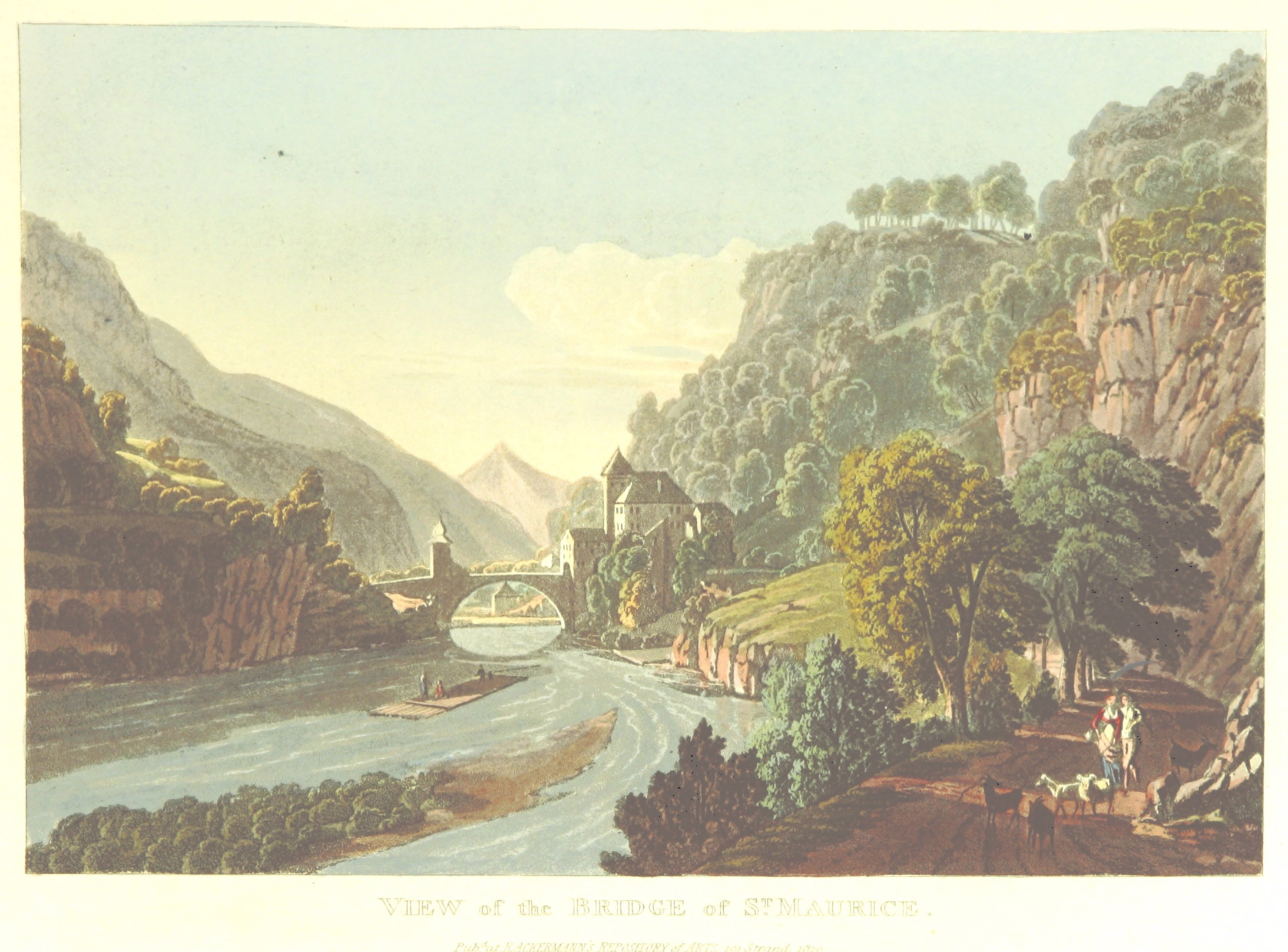
L'ancien pont de Saint-Maurice et l'ouverture du Valais à travers le débouché du Rhône.

Le réseau ferroviaire principal traverse la plaine du Rhône. À Brigue, il bifurque d'une part en direction de Berne (par le tunnel du Lötschberg), d'autre part en direction de l'Italie (par le tunnel du Simplon). Le réseau est exploité principalement par les CFF et le BLS mais certains trains étrangers y circulent également (pendolino et TGV Lyria). Les communications ferroviaires ont été facilitées par le creusement de longs tunnels (les tunnels du Lötschberg et du Simplon, déjà mentionnés, et le tunnel de la Furka). Elles ont également été rendues plus aisées vers le nord, par la mise en service en décembre 2007 du tunnel de base du Lötschberg dont le portail Sud se situe dans la plaine à Rarogne et qui a permis un gain de temps substantiel dans la liaison entre le Valais et la ville de Berne. Le réseau secondaire est assuré par des entreprises privées dont les Transports de Martigny et Régions, les Transports publics du Chablais et le Matterhorn-Gotthard Bahn.
Le Valais compte aussi de nombreux téléphériques et funiculaires qui relient certaines localités de montagne à la plaine du Rhône (téléphérique CBV, funiculaire SMC, etc.), ce qui permet d'éviter les nombreux lacets des routes de montagne souvent sinueuses, du type des lacets de Niouc, sur la route qui relie Sierre au val d'Anniviers.
On trouve aussi différents aérodromes, construits par l'Armée suisse qui, au XXe siècle, ont vu dans le Valais un lieu stratégique pour la défense aérienne. Le plus important est l'aéroport international de Sion. La société Air-Glaciers y a son quartier général.
Enfin, le Valais jouxtant aussi le Léman, la Compagnie générale de navigation relie les villages du Bouveret et de Saint-Gingolph, et permet d'emprunter à partir de là différents itinéraires sur le lac.

## Histoire

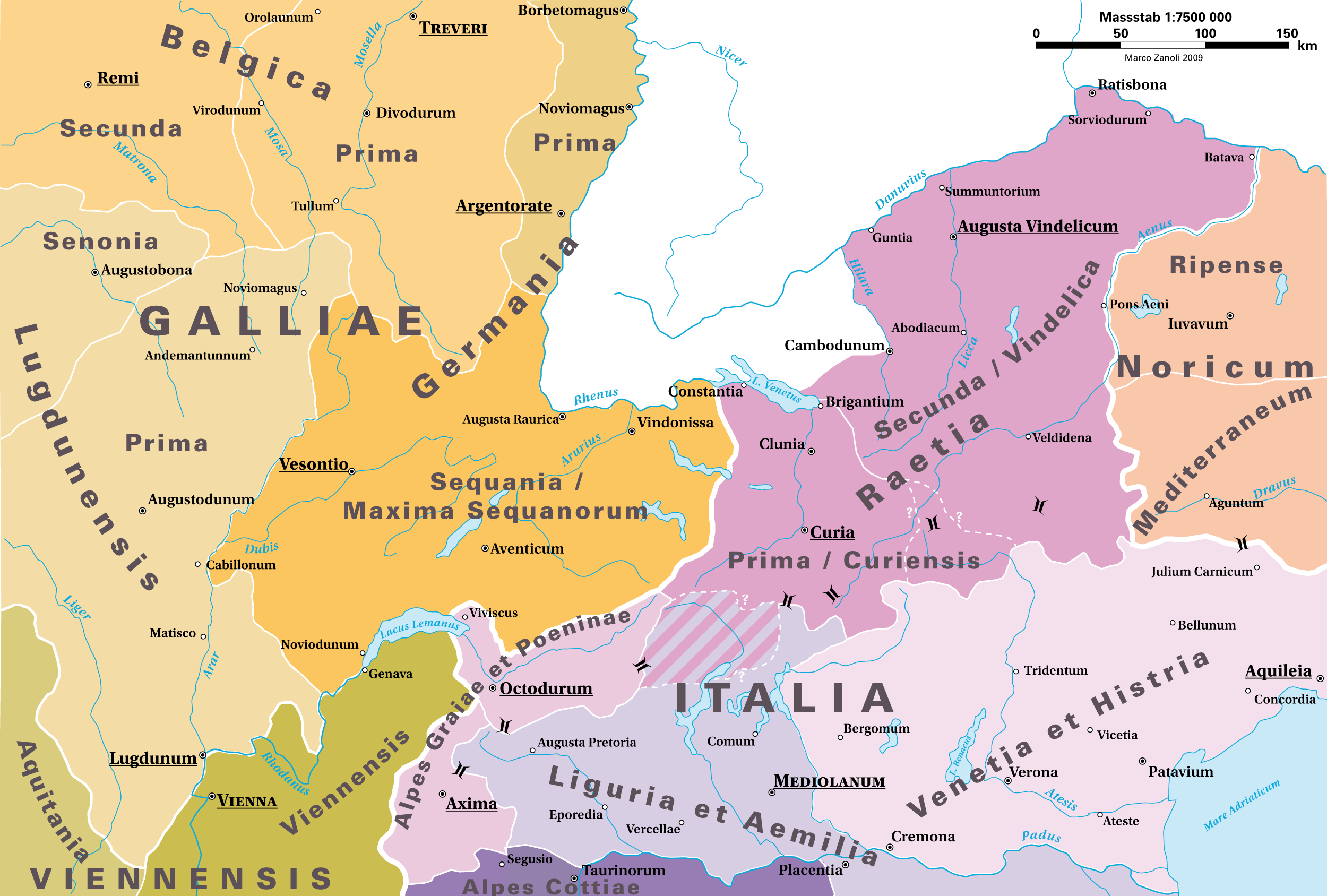
Partition des alpes occidentales entre les provinces de la Gaule et de l'Italie au temps de l'empire romain. Le Canton du Valais dans la région de l'Italie romaine des Alpes Graiae et Poninae.

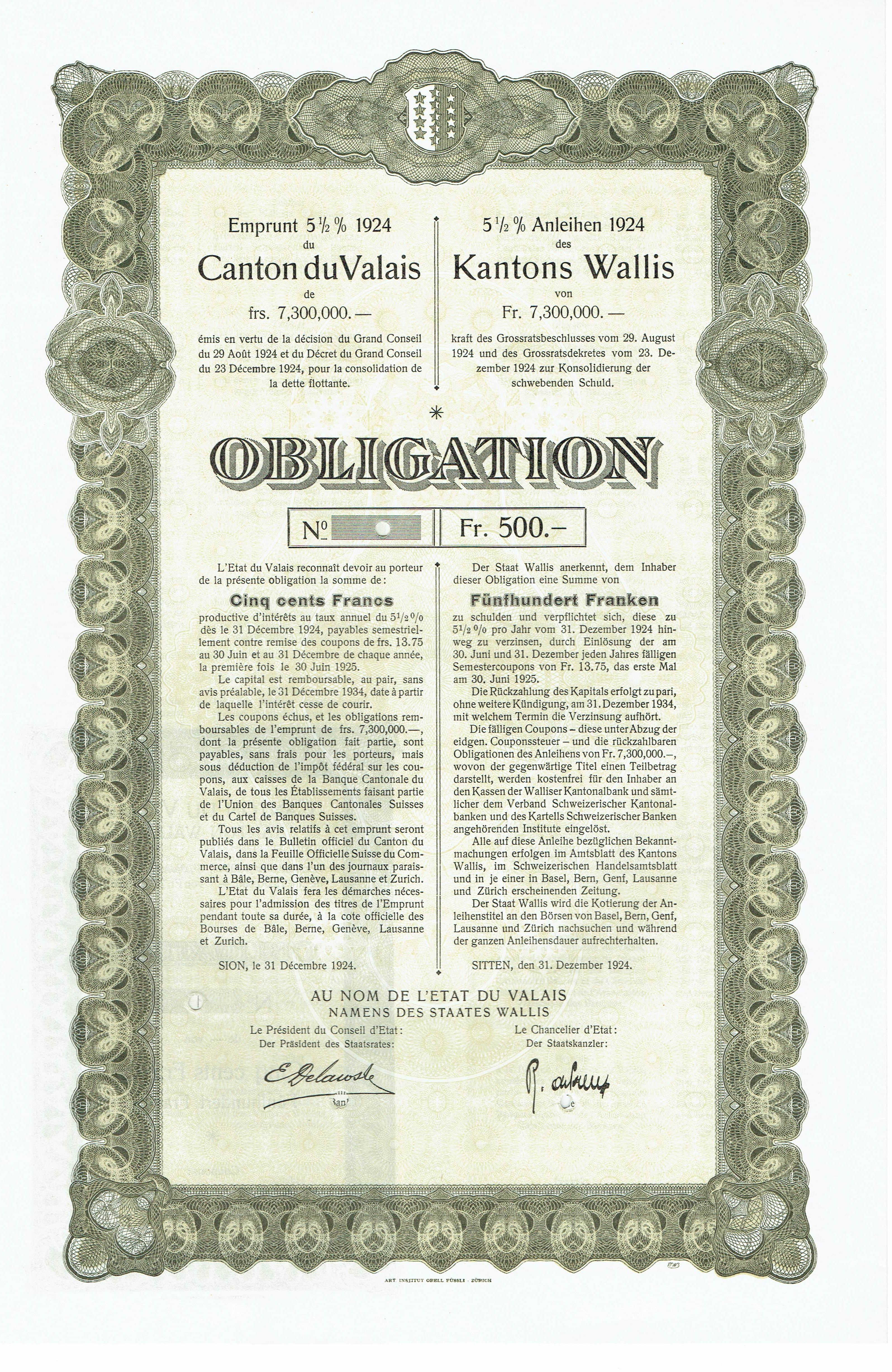
Obligation du canton du Valais en date du 31 decembre 1924

### Préhistoire et Antiquité
Occupé dès la Préhistoire, le territoire du Valais voit se développer une civilisation originale à l'Âge du bronze.
Au IVe siècle av. J.-C., quatre tribus celtes se partagent son territoire, incorporé par Auguste dans l'Empire romain[Quand ?].
Le Valais gallo-romain, situé sur l'importante route du Grand-Saint-Bernard, est prospère. Le christianisme y est attesté dès 377 et un évêché existe à Martigny au plus tard en 381.

### Moyen Âge
À la chute de l'Empire, la région passe sous la domination des Burgondes avant d'être intégrée dans l'empire carolingien. Quand celui-ci se disloque, elle fait partie du royaume de Bourgogne transjurane, dont l'abbaye de Saint-Maurice d'Agaune est le centre religieux. en 999, le comté du Valais devient propriété de l'évêque de Sion, sur donation de Rodolphe III de Bourgogne.
Suit une période de désordre favorable à l'apparition du système féodal, où le canton est partagé entre les propriétés de la maison de Savoie et celles de l'évêque de Sion. Au XIe siècle, il est intégré au Saint-Empire romain germanique et les anciennes propriétés sont remplacées par de nombreuses seigneuries féodales, les Savoyards et l'évêque de Sion n'étant plus que suzerains. Il faut attendre 1260-1270 pour entendre parler de pays du Valais. En 1375, le sire de la Tour et, en 1420, celui de Rarogne, membres les plus illustres de la noblesse locale, sont renversés par les communes alliées au prince-évêque de Sion : c'est la fin du féodalisme et le début du patriciat avec la formation d'une élite au sein des différentes communautés et une plus grande indépendance de ces dernières. Cette élite prend bientôt la place des nobles au sein du Conseil général, ancêtre de la Diète. Parallèlement se déroulent les procès de sorcellerie du Valais, précurseurs de la grande chasse aux sorcières en Europe,.
La partie amont du territoire se germanise par vagues successives d'immigration entre les IXe et XIVe siècles ; parallèlement l'influence des comtes, puis ducs, de Savoie augmente dans le Bas-Valais. Le Valais devient allié des cantons suisses à la fin du XIVe siècle et sa frontière est fixée à la Morge de Conthey. Lors des guerres de Bourgogne, et surtout après la bataille de la Planta en 1475, le Haut-Valais envahit les territoires savoyards, annexe le Bas-Valais jusqu'à Massongex et l'organise en pays sujet. Les Bas-Valaisans passent alors sous l'autorité de l'évêque de Sion, secondé par un Conseil du Pays qui réunit les députés des communautés locales.

### Époque moderne
En 1536, la Savoie perd le Chablais valaisan. Le Bas-Valais reste sujet du Haut, qui voit la puissance de l'évêque diminuer au profit des Patriotes, représentants des sujets de l'évêque, qui forment en 1634 une véritable république fédérale, la République des Sept-Dizains.
Les derniers bûchers pour sorcellerie brûlent en Valais en 1730, avec l'exécution de Pétronille du Six et de Pierre Terrettaz.
Ce n'est qu'avec la Révolution française que le Bas-Valais s'émancipe. Le Valais est ballotté entre la République helvétique (1798-1802), l'indépendance théorique (1802-1810) et l'incorporation à l'Empire français (1810-1813). À la chute de Napoléon Ier, les Alliés le poussent à adhérer à la Confédération suisse, dont il devient le vingtième canton le 4 août 1815.

### Époque contemporaine
Divisé entre le Haut germanophone et le Bas francophone (majoritaire), le Valais est proche de se diviser en deux demi-cantons vers 1840. Membre du Sonderbund (1845-1847), il est défait.
La deuxième moitié du XIXe siècle voit le développement des transports ferroviaires et routiers et les débuts du tourisme.
Le début du XXe siècle voit l'industrialisation du pays : chimie à Monthey et Viège, métallurgie de l'aluminium à Chippis et exploitation des ressources hydrauliques. À partir de 1950, le tourisme de masse se développe et de nombreuses stations apparaissent.
En 2018, le canton procède à la deuxième révision totale de sa Constitution en élisant une Assemblée constituante. Le projet, coûteux de plusieurs millions de francs, a ensuite été refusé par le peuple en mars 2024.

## Politique et administration

### Organisation du territoire

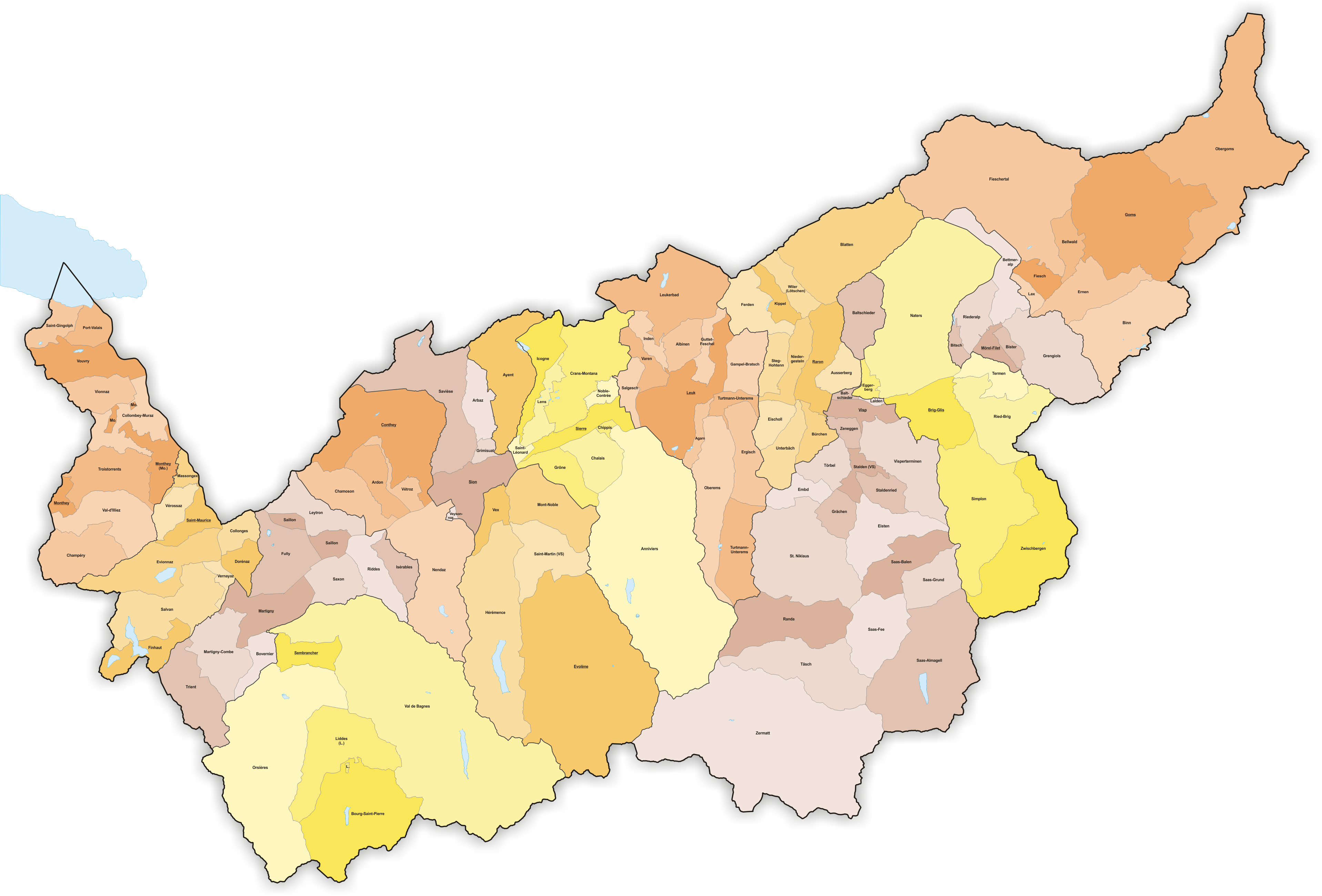
Carte présentant les communes et districts du canton du Valais.

Logo du canton du Valais

Depuis le 1er janvier 2021, le canton du Valais compte 122 communes qui sont réparties entre douze districts et deux demi-districts : Brigue (7 communes), Conches (8), Conthey (5), Entremont (5), Hérens (6), Loèche (12), Martigny (10), Monthey (9), Rarogne oriental (6), Rarogne occidental (11), Saint-Maurice (9), Sierre (10), Sion (5) et Viège (19),. Parmi les communes valaisannes, 59 se trouvent dans la partie francophone du canton.
Sion est le chef-lieu du canton ainsi que le siège du Grand Conseil, du Conseil d'État et du Tribunal cantonal du canton du Valais. Six communes valaisannes ont le statut de ville : Sion (36 624 habitants au 31 décembre 2023), Martigny (21 759), Monthey (18 886), Sierre (17 663), Brigue-Glis (13 976), Viège (8 483) et Zermatt (6 023). Le Valais compte également cinq agglomérations statistiques : Brigue-Viège (49 167 habitants au 31 décembre 2021), Martigny (23 726), Monthey (34 543), Sierre (27 041) et Sion (89 955).

### Organisation politique
Le canton du Valais est une république. Le 25 novembre 2018, à la suite de la votation du 4 mars de la même année, a lieu l'élection de l'Assemblée constituante, qui est chargée de rédiger une nouvelle constitution pour le canton.
Les élections communales (ou municipales) et cantonales ont lieu tous les quatre ans. Les dernières élections communales se sont déroulées en octobre 2020, tandis que les dernières élections cantonales ont eu lieu en mars 2021.

#### Communale
Le pouvoir exécutif des communes valaisannes est représenté par un conseil communal dont deux conseillers tiennent les rôles de président et vice-président,. Ces derniers sont élus selon le système majoritaire. Le reste du conseil peut être élu selon les systèmes proportionnel ou majoritaire. Le nombre de conseillers est toujours impair et peut varier entre 3 et 15, président et vice-président compris. Les membres du conseil communal sont élus tous les quatre ans, et entrent en fonction le 1er janvier de l'année qui suit leur élection,. Depuis les dernières élections communales, en 2020, le Parti démocrate-chrétien est le plus représenté parmi les présidents de communes valaisannes, avec une trentaine de sièges en Haut-Valais et 29 dans le Valais romand.
Côté législatif, les plus petites communes s'organisent en assemblée primaire, qui réunit les habitants ayant le droit de vote. À partir de 700 habitants, les communes peuvent élire un conseil général à la place de l'assemblée primaire. Il se compose alors de 20 à 60 membres selon la population de la commune.

#### Cantonale
Le pouvoir exécutif est exercé par le Conseil d'État, composé de cinq membres élus tous les quatre ans par un scrutin majoritaire à deux tours. Une présidence tournante annuelle a lieu, comme pour le Conseil fédéral suisse.
Le pouvoir législatif est exercé par le Grand Conseil, composé de 130 députés, élus au système proportionnel.

#### Représentation au niveau fédéral
Le canton du Valais est représenté au Parlement fédéral par deux conseillers d'États et huit conseillers nationaux. Pour la législature 2019-2023, ces représentants sont, au Conseil national, Mathias Reynard (PSS), Philippe Nantermod (PLR), Sidney Kamerzin (PDC), Benjamin Roduit (PDC), Michael Graber (UDC), Philipp Matthias Bregy (PDC), Jean-Luc Addor (UDC) et Christophe Clivaz (Les Verts), et au Conseil des États Beat Rieder (PDC) et Marianne Maret (PDC).

## Population et société

### Profil démographique
Au début du XXIe siècle, le canton du Valais est majoritairement rural, et ses espaces urbains ne représentent que 6 % de son territoire. En 2019, la population cantonale habite cependant à hauteur de 72 % dans les districts où se trouvent les villes valaisannes, à savoir les districts de Sierre, Sion, Martigny, Monthey, Viège et Brigue. Entre 1991 et 2019, seule la population du district de Conches a connu une baisse (−10 %) alors que le district de Monthey a connu la plus forte hausse avec +58 %. En 2019 toujours, 39,7 % de la population habite en Valais central pour 36,2 % en Bas-Valais et 24 % en Haut-Valais. Le Haut-Valais a la croissance démographique la moins forte des trois régions (+13 % entre 1991 et 2019) et sa progression annuelle moyenne est respectivement trois et quatre fois moins élevée que celles du centre et du Bas-Valais.
Au 31 décembre 2023, le Valais a la quatrième plus petite densité de population de Suisse avec 70 hab/km2, valeur en dessous de la densité totale de la Suisse (216,8 hab/km2),.

### Évolution démographique
Au 31 décembre 2023, le canton du Valais est le neuvième canton suisse, avec 365 844 habitants, soit 4,2 % de la population totale de la Suisse. La densité de population atteint 70 hab/km2.
Le graphique qui aurait dû être présenté ici ne peut pas être affiché car il utilise l'ancienne extension Graph, désactivée pour des questions de sécurité. Des indications pour créer un nouveau graphique avec la nouvelle extension Chart sont disponibles ici.

### Enseignement

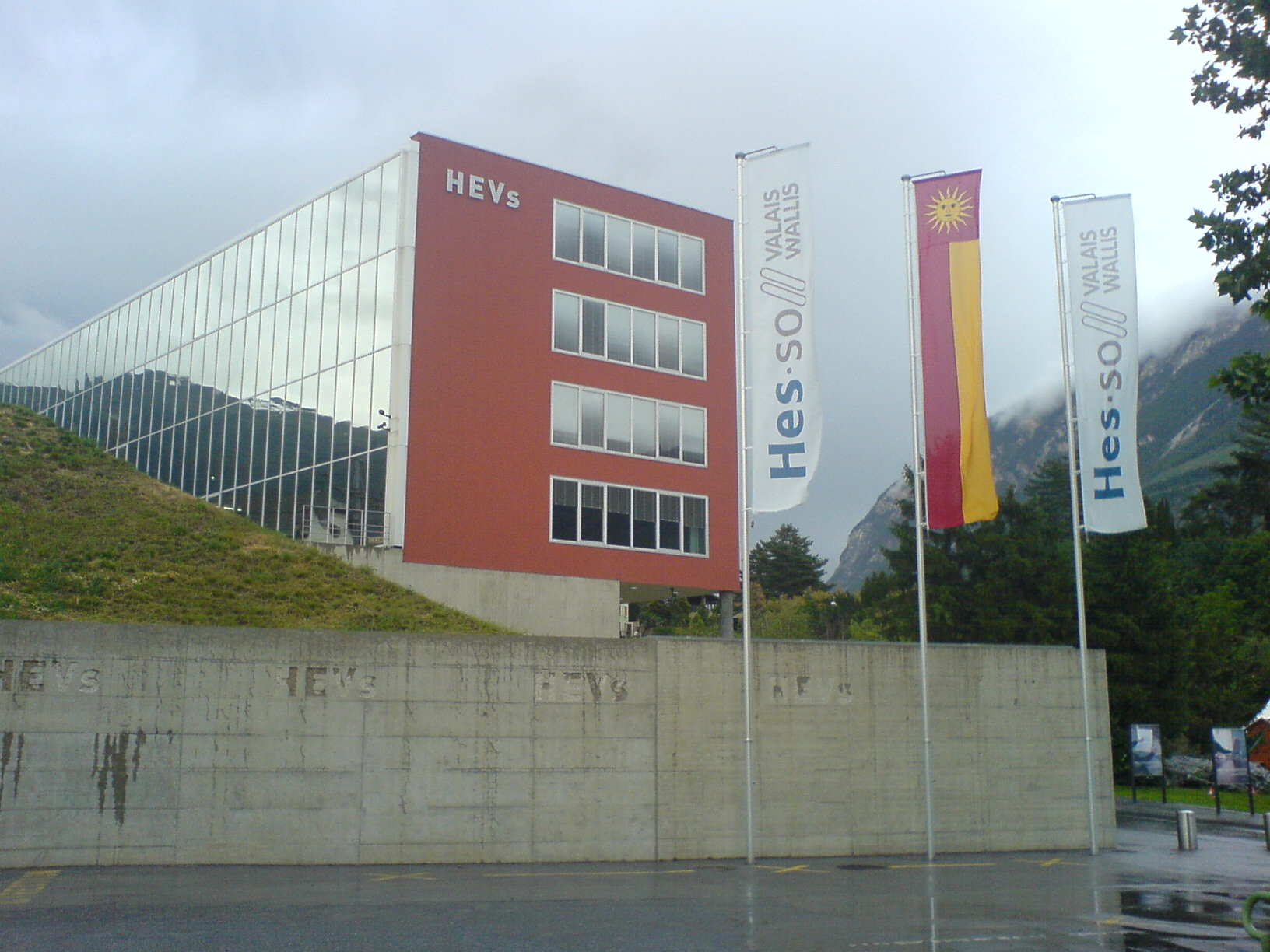
La HES-SO Valais à Sierre.

#### Formation primaire et secondaire
En Valais, le système éducatif comprend deux années d'école enfantine suivies de six années d'école primaire. Celle-ci est suivie par le cycle d'orientation, qui dure trois ans sauf si l'élève a obtenu les notes nécessaires pour entrer au collège à la fin de sa deuxième année de cycle. La fin du cycle d'orientation marque la fin de la scolarité obligatoire.
L'élève peut ensuite choisir entre trois filières d'études : la filière professionnelle (apprentissage), la filière culture générale ou le collège. Le Valais possède quatre collèges qui permettent d'obtenir un certificat de maturité cantonal en cinq ans d'études (contrairement à la majorité des cantons suisses où la maturité suisse peut s'obtenir en trois ou quatre ans d'études) : le collège des Creusets et le collège de la Planta à Sion, le collège de l'Abbaye à Saint-Maurice et le collège Spiritus Sanctus à Brigue.

#### Formation tertiaire
En ce qui concerne les Hautes Écoles, il n'y a pas de haute école universitaire (HEU) en Valais. On peut cependant distinguer plusieurs types d'offre de formation de niveau tertiaire. Les formations HES (Hautes Écoles Spécialisées) dispensent des formations qui sont intégrées au processus de Bologne (filières de niveau bachelor) :
- la branche valaisanne de la Haute école spécialisée de Suisse occidentale (HES-SO), la HES-SO Valais-Wallis, installée sur deux sites à Sierre et à Sion : informatique de gestion, économie d'entreprise, tourisme, systèmes industriels, technologies du vivant, énergie et techniques environnementales, soins infirmiers, physiothérapie, travail social, arts visuels ;
- la haute école pédagogique du Valais (HEP-VS)[41] assure la formation initiale, complémentaire et continue des enseignants des écoles enfantines, primaires et secondaires 1 et 2 (général) ;
- l'école cantonale d'art du Valais offre un cycle de formation tertiaire en arts visuels, lequel se compose du programme Bachelor HES-SO et du programme MAPS - Art in Public Sphere, orientation du Master HES-SO en arts visuels auquel est liée la recherche ;
- le Conservatoire de Lausanne - Site de Sion a regroupé les activités de la Haute école de musique depuis 2008 ;
- la Fernfachhochschule Schweiz Brig (FFHS)[42] est une haute école spécialisée à distance reconnue par la Confédération. Les formations proposées sont orientées vers l'informatique, l'informatique de gestion, l'économie d'entreprise et l'ingénierie appliquée.

Les instituts universitaires de formation et de recherche :
- l'institut universitaire Kurt Bösch[43] (IUKB) a pour mission de développer des activités d'enseignement et de recherche dans la perspective innovante de l'inter- et transdisciplinarité. Il concentre ses activités sur les deux orientations thématiques suivantes : les droits de l'enfant et les études en tourisme ;
- la formation universitaire à distance, Suisse[44] (FS-CH) propose des programmes d'études universitaires et des formations continues à distance ;
- en décembre 2012, l'EPFL et le Valais ont signé une convention créant le pôle EPFL Valais Wallis. Ce pôle comprendra onze chaires dans les domaines de l'hydroélectricité, de la santé, de la chimie verte et de la nutrition et ouvrira ses portes en 2014[45].

La formation par la recherche est aussi possible en Valais, par l'intermédiaire de l'Institut de recherche Idiap à Martigny, qui permet d'obtenir un doctorat de l'EPFL, grâce au partenariat entre ces deux institutions. Outre l'Idiap, le Valais compte neuf autres instituts de recherche de niveau universitaire : le Centre de recherches énergétiques et municipales (CREM), l'Institut ICARE, le Centre de technologie en informatique de gestion (TEWI), Le Centre de recherche sur les plantes médicinales et aromatiques Médiplant, l'Institut de Recherche en Ophtalmologie (IRO), l'institut de recherche en Réadaptation-Réinsertion (IRR), le Centre alpin de phytogéographie (CAP), le Centre Régional d'Études des Populations Alpines (CREPA), le Centre universitaire de recherche sur le plurilinguisme (CURP/UFM), l'Institut universitaire de recherche sur l'histoire de l'arc alpin (FGA).

### Sports

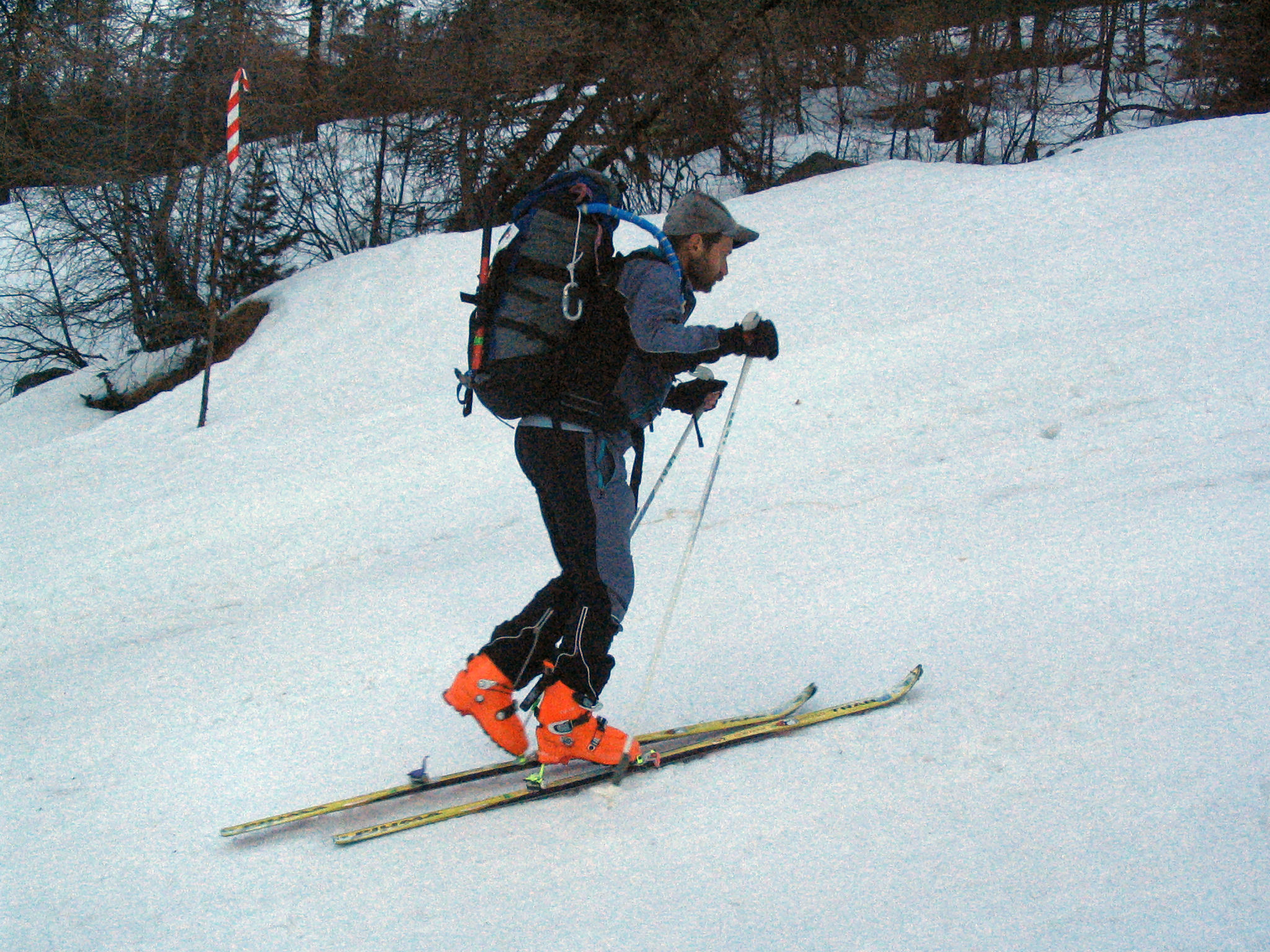
Un patrouilleur de la Patrouille des Glaciers.

En Valais, un organisme réunit les associations sportives sous un même toit, la Fondation Aide Sportive Valaisane (FASV). Son but est d'apporter aux associations une réflexion sur des problèmes communs comme la psychologie dans le sport, l'autorité et le sport, l'entraînement mental dans le sport, le marketing et le parrainage dans le sport, le sport et les médias et sport et publicité (sponsoring). Pour encourager les associations cantonales et les clubs la FASV a dicté une Charte du fair-play et récompense par le versement d'une somme importante les actions les plus exemplaires parmi celles qui seront soumises et annoncées par les associations sportives. L'Association Valaisanne des Journalistes de Sport AVJS désigne des candidats aux Mérites sportifs valaisans sur la base des propositions de la commission des mérites, elle choisit dix candidats individuels, cinq équipes, cinq espoirs et cinq dirigeants.
Le Valais s'est proposé à quatre reprises pour organiser les Jeux olympiques d'hiver, la première fois pour organiser les Jeux de 1976 (Sion 1976), la deuxième pour les Jeux de 2002 (Sion 2002) et la troisième fois pour organiser ceux de 2006 (Sion 2006). Le Valais n'a toutefois pas été choisi. En 2018 le projet de candidature « Sion 2026 », s'étalant sur toute la Suisse, a été rejeté par le peuple valaisan (53.98%), malgré un budget nettement plus restreint que précédemment (consécutif à l'Agenda 2020 du CIO visant à réduire la construction d’infrastructures coûteuses) et le soutien de celui-ci.
- Football : tous les clubs de football du Valais font partie de l'Association valaisanne de football (AVF-WFV). On compte environ 68 clubs, dont un évolue en Super League (le FC Sion). Il faut signaler que selon les statuts de l'association, il ne peut y avoir plus d'un club par commune politique excepté pour les villes de Sion (FC Sion, FC Bramois et FC Châteauneuf) et de Sierre (FC Sierre et FC Granges), ainsi que pour Conthey (FC Conthey et FC Erde) et Nendaz (ES Nendaz et FC Aproz). Le plus grand stade est celui de Tourbillon où évolue le FC Sion. Elle a remporté deux titres de champion de Suisse et n'a perdu la finale de la Coupe de Suisse de football qu’à une seule reprise en 14 participations.
- Hockey sur glace : si le Valais ne connaît de nos jours plus la National League, il compte actuellement deux équipes de Swiss League (le HC Viège et le HC Sierre) et une équipe de MySports League (le HCV Martigny). Plusieurs Valaisans sont ou ont été membres de l'équipe nationale, notamment les Montheysans Goran Bezina et Dave Sutter, le Sierrois Vincent Praplan, l’Icognard Jérémie Kamerzin et le Martignerain Thibaut Monnet. Le Viègeois Nico Hischier évolue dans la LNH avec les Devils du New Jersey, après avoir été le premier Suisse à être sélectionné au premier rang du repêchage en 2017.
- Basket-ball : une équipe valaisanne évolue en ligue nationale A : BBC Monthey.
- Automobile : le rallye international du Valais (ex. Rallye du Vin) est organisé la dernière semaine d'octobre, son centre névralgique se trouve à Martigny. La spécialité du Rallye se situe dans les difficultés à conduire et à régler les mécaniques sur des routes de montagne, puisque les épreuves se déroulent entre 400 et 1 800 m d'altitude. On peut citer encore les courses de côte d'Ayent-Anzère et de Massongex-Verrossaz.
- Cyclisme : le Valais accueille généralement le Tour de Romandie et le Tour de Suisse. Le canton a également accueilli à plusieurs reprises le Tour de France. Le Valais compte plusieurs cyclistes évoluant au niveau professionnel : Johann Tschopp, Steve Morabito, Sébastien Reichenbach, Jonathan Fumeaux, Simon Pellaud, et Kilian Frankiny.
- Trail : le kilomètre vertical de Fully est une course à pied à Fully organisée annuellement en octobre. Il s'agit de l'un des kilomètres verticaux les plus pentus existant.
- Manifestations sportives : la Patrouille des Glaciers est organisée par l'armée suisse tous les deux ans. Elle se déroule entre Zermatt, Arolla et Verbier. Il y a aussi le Grand Raid Cristalp, qui est une course de VTT qui se déroule entre Verbier et Grimentz, et la course populaire à pieds Sierre-Zinal, appelée aussi course des Cinq 4000 qui a lieu chaque année le deuxième dimanche d'août. Martigny a, par ailleurs, accueilli trois fois des championnats du Monde de lutte olympique (1989, 1997, 2001) et le « Swiss Grand Prix », tournoi international de qualification olympique. Le Tour des Stations, la cyclosportive sur un jour la plus dure en dénivelé par kilomètre a lieu chaque année en août.

### Cultes
Le Valais est l'un des cantons les plus catholiques avec, en 2019, environ 68,9 % des habitants de 15 ans ou plus catholiques ; seuls Uri (74,8 %) et Appenzell Rhodes-Intérieures (74 %) dépassent le Valais, la part de catholiques en Suisse étant de 36,5 %,. Les autres cultes notables présents en Valais sont le Protestantisme (5,6 %), l'Islam (3,2 %) et les autres communautés chrétiennes (2,6 %). 18,8 % des 15 ans ou plus sont sans appartenance religieuse.

### Médias
Le Nouvelliste est un quotidien local publié en français qui couvre l'ensemble de l'actualité du Bas-Valais et du Valais central. Fondé en 1903 à Saint-Maurice, il est imprimé à Sion de 1960 à 2019, année à laquelle son éditeur, le groupe Hersant Média, inaugure un centre d'impression regroupant ses publications à Monthey,. Le Nouvelliste a le statut de premier quotidien valaisan, étant imprimé en 34 000 éditions et touchant, en 2017, près de 112 000 lecteurs et lectrices quotidiennement en version papier et 30 000 personnes sur son site internet,. Plusieurs journaux francophones publient également de manière régionale, tels que le Journal de Sierre et La Gazette à Martigny,. Les informations officielles du canton sont publiées tous les vendredis dans le Bulletin Officiel. Le Valais comptait deux journaux de partis politiques : le Confédéré, un hebdomadaire soutenant le Parti radical-démocratique et publié depuis 1861,, et le Peuple valaisan, un organe officiel du Parti socialiste suisse qui est publié sous ce nom depuis 1953 avant de devenir le peuple.vs en 2015,. Le Haut-Valais possède son propre journal en allemand, le Walliser Bote, publié depuis 1840 d'abord en tant qu'hebdomadaire puis dès 1969 comme quotidien. En 2012, le journal devenu indépendant en 1981 tire 24 046 exemplaires par édition pour un audience, en 2014, de 51 000 lecteurs et lectrices,.
Depuis sa création à Sierre en 1984, la chaîne de télévision locale Canal 9 propose des émissions culturelles, économiques, historiques, politiques, sociales et sportives,. Elle est diffusée dans tout le Valais francophone depuis 2002 et propose des émissions en langue allemande depuis 2009. Les rédactions de la chaîne se situent à Sierre et à Brigue, et elle possède également des antennes régionales à Monthey, Martigny et Sion. En 2015, la chaîne a une place importante au sein des médias valaisans, avec une moyenne de 60 000 téléspectateurs par soirs.
Trois chaînes de radios diffusent depuis le Valais. Rhône FM a une programmation orientée sur la partie francophone du canton du Valais, tandis que Radio Chablais couvre le Chablais, la Riviera vaudoise ainsi que le Pays d'Enhaut. Enfin, Radio Rottu est la seule radio de la partie germanophone du Valais et propose une animation entièrement en haut-valaisan.

### Personnalités

#### Politiques

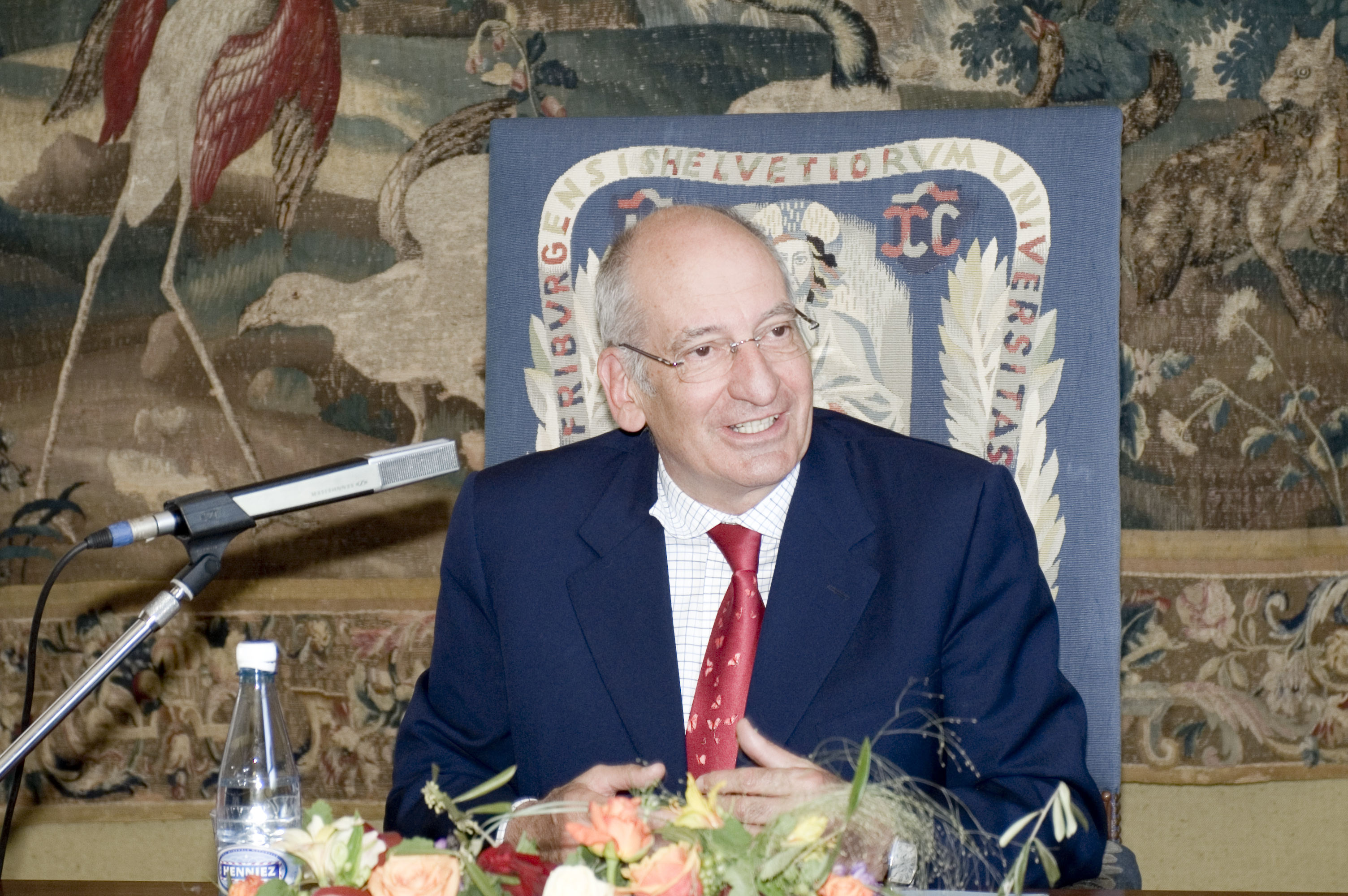
Pascal Couchepin en conférence.

Le Valais a fourni quatre conseillers fédéraux à la Suisse : Josef Escher, Roger Bonvin, Pascal Couchepin et Viola Amherd. Micheline Calmy-Rey, qui a effectué sa carrière politique dans le canton de Genève, est originaire de et née à Chermignon.

#### Sportives

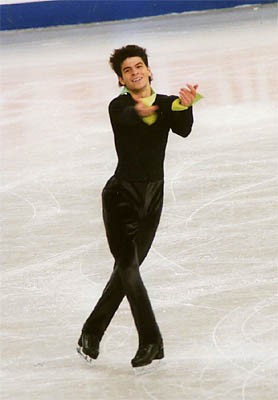
Stéphane Lambiel aux championnats du monde de 2005.

Plusieurs personnalités sportives sont natives du Valais, comme les skieurs Roland Collombin, Pirmin Zurbriggen, Joël Gaspoz, Steve Locher, Fernande Bochatay, Chantal Bournissen, Didier Défago, le patineur Stéphane Lambiel, les footballeurs Stéphane Grichting, Gelson Fernandes, Edimilson Fernandes et Vincent Sierro, l'escrimeuse Sophie Lamon et l'escrimeuse Tiffany Géroudet, les cyclistes Steve Morabito et Sébastien Reichenbach ou les lutteurs internationaux Jimmy Martinetti et Grégory Martinetti.
En ski alpin, Pirmin Zurbriggen est médaillé aux championnats du monde 1985, 1987 et 1989 et médaillé aux Jeux olympiques de 1988. Il est élu sportif suisse de l'année en 1985. Didier Défago a remporté la médaille d'or aux Jeux Olympiques de 2010. D'autre part, le canton a délivré à la FIFA son président actuel : Gianni Infantino.

#### Artistiques
- Littérature : S. Corinna Bille, Maurice Chappaz, Maurice Métral, Sarah Jolien Fardel, Noëlle Revaz
- Cinéma : Noémie Schmidt, Claude Barras
- Musique : Tibor Varga, Jean Daetwyler, Estelle Revaz, Jacki Lagger, Nuit Incolore, KT Gorique, Bernie Constantin
- Peinture : Raphaël Ritz, Albert Chavaz, Charles-Clos Olsommer, Paul Monnier, Édouart Vallet, Edmond Bille, Gérard de Palézieux Pierre Zufferey, Suzanne Auber.
- Sculpture : Valentin Carron, Josette Taramarcaz, Anne-Chantal Pitteloud, Marc Raymond, Christine Aymon.
- Arts de scène : Safi Martin Yé.

## Économie

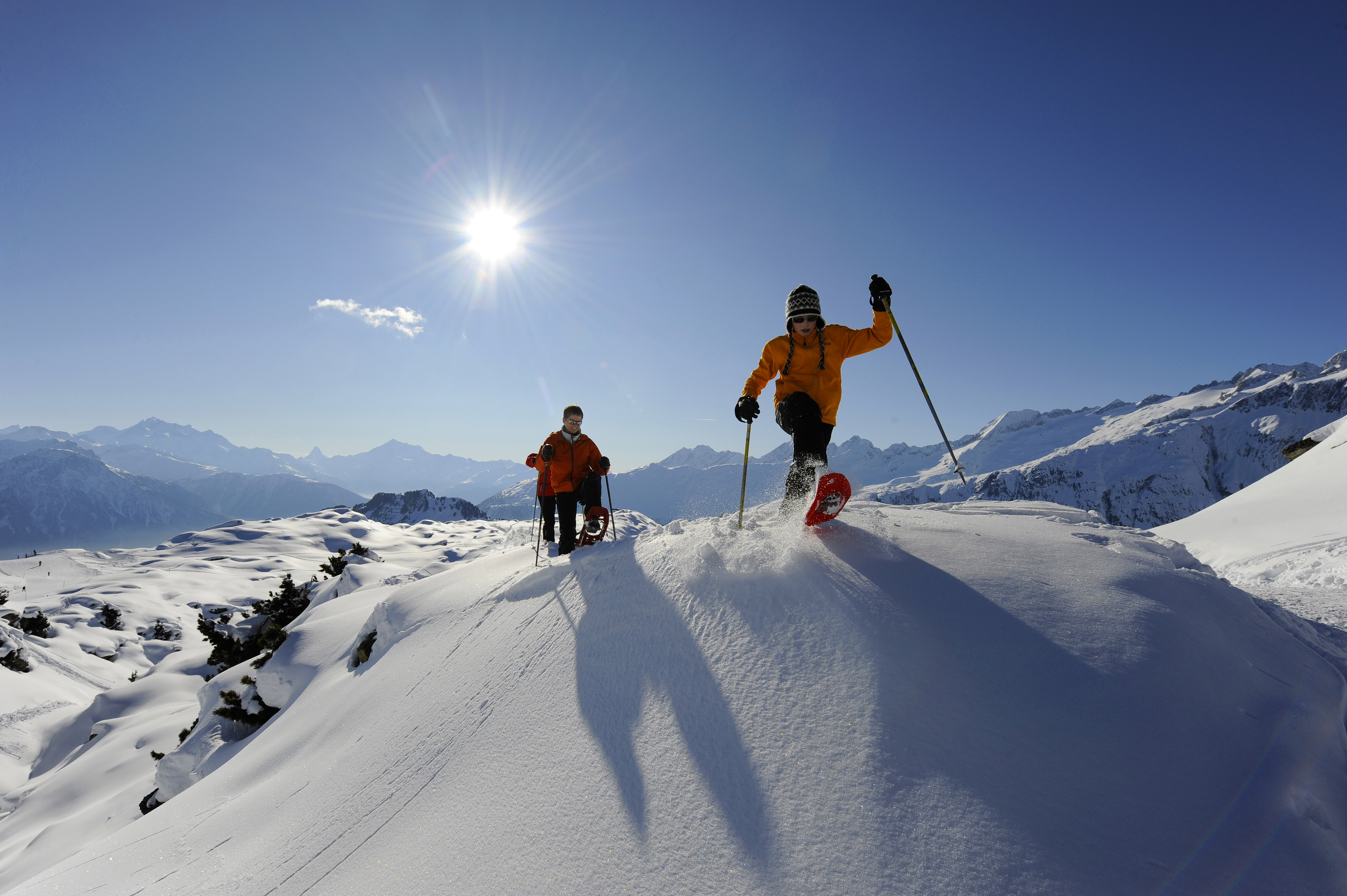
Randonnée hivernale entre Bettmeralp et Riederalp.

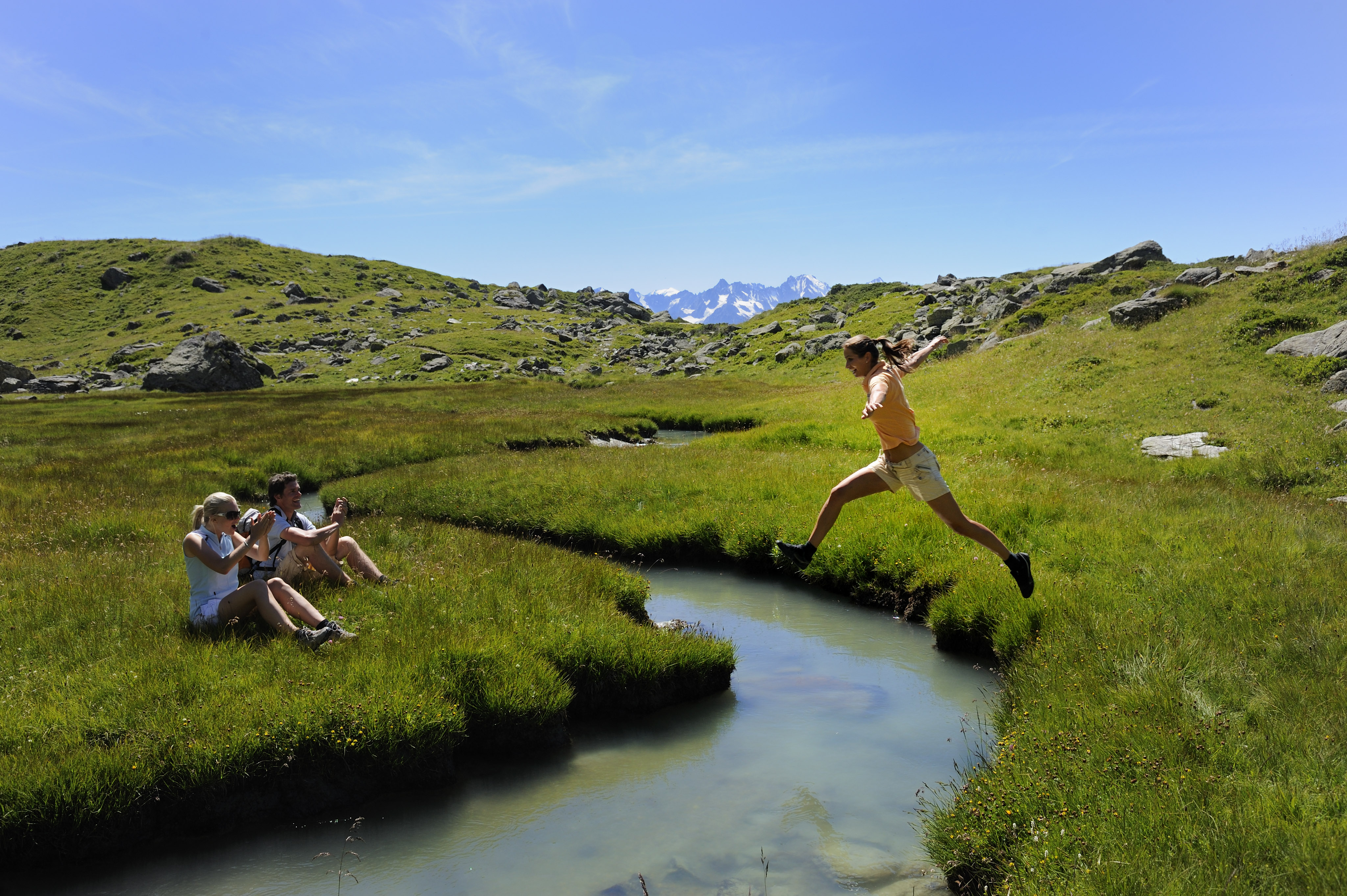
Balade en montagne - Verbier.

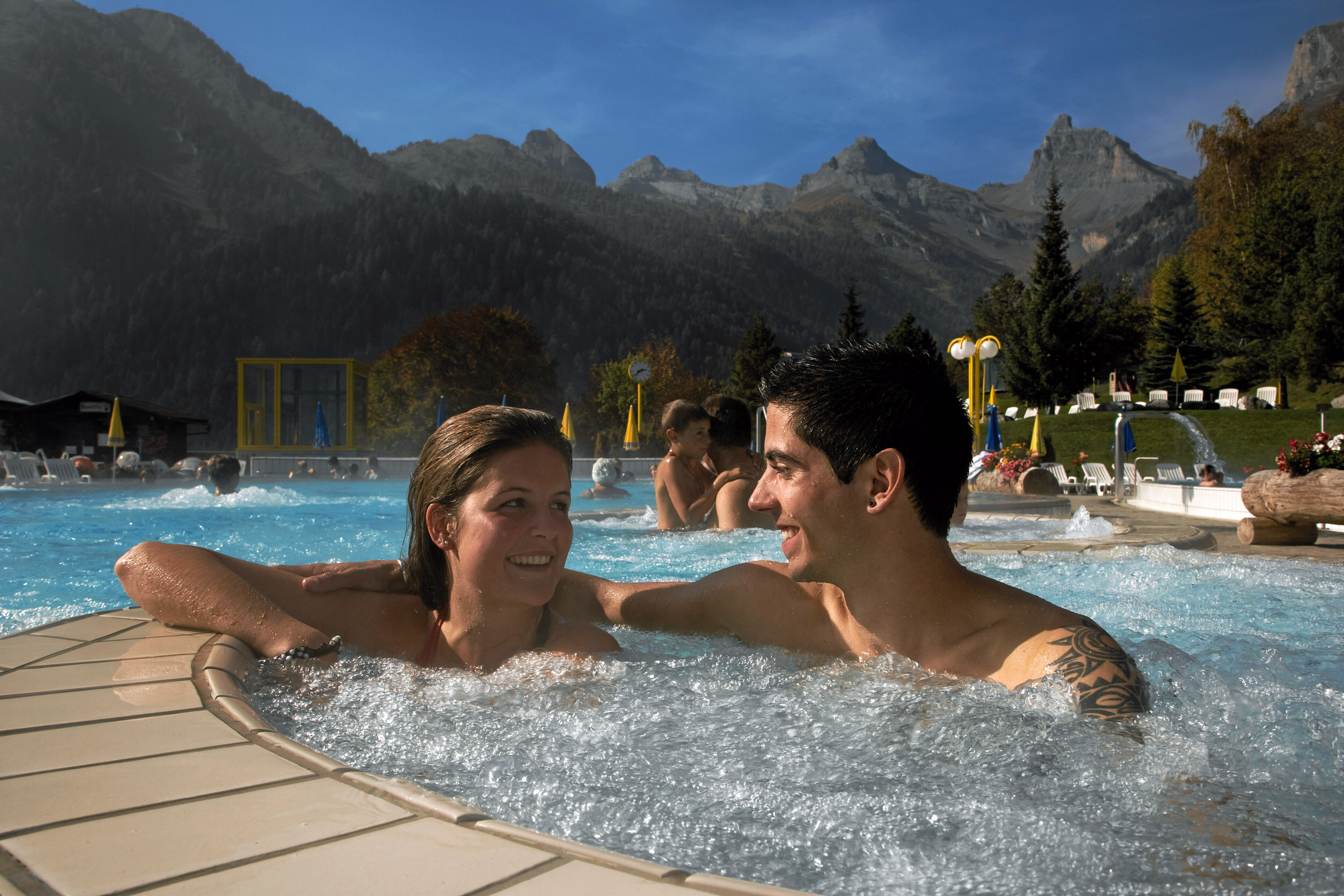
Bains thermaux - Ovronnaz.

### Tourisme
Le Valais bénéficie d'une longue tradition touristique. Les hôteliers furent à la base de l'essor du tourisme valaisan ; beaucoup d'entre eux, tel César Ritz, ont consacré temps et argent pour satisfaire une clientèle provenant du monde entier. Le canton possède plus de 120 destinations d'hiver et d'été, dont :
- vallée de Conches (Goms en allemand) : Fiesch-Eggishorn, Bellwald, Binn, Ernen, Obergoms, Oberwald ;
- Aletsch (patrimoine mondial de l'UNESCO) : Bettmeralp, Fiescheralp, Riederalp ;
- Brigue et environs : Blatten, Belalp, Mund, Termen, Birgisch ;
- Viège et environs : Visperterminen, Bürchen, Eischoll, Stalden, Törbel, Unterbäch ;
- Zermatt avec le Mont Cervin et le plus grand domaine skiable d'été de Suisse, sur les pentes sud du Breithorn atteignable depuis la station de téléphérique du petit Cervin (Klein Matterhorn) ;
- Vallée de Saas : Saas-Fee, Saas-Almagell, Saas-Grund avec le glacier de Fee, le deuxième plus important domaine skiable d'été de Suisse ;
- Loèche-les-Bains ;
- Sierre, Salquenen et le Val d'Anniviers : Chandolin, Saint-Luc, Grimentz, Vercorin, Zinal ;
- Crans-Montana ;
- Sion et environs : Anzère, Val d'Hérens : Arolla, Euseigne, Evolène, Hérémence, Mase, Saint-Martin, Nax, Vernamiège, Ovronnaz;
- Domaine de Verbier-4Vallées : Verbier, Nendaz, Veysonnaz, Thyon-Les Collons à Vex, La Tzoumaz ;
- Chablais valaisan et Portes du Soleil : Champéry, Champoussin, Morgins, Les Crosets, Torgon, Val-d'Illiez, Le Bouveret, Saint-Maurice, Monthey, Evionnaz, Saint-Gingolph ;
- Région du Saint-Bernard : Les Marécottes, Bruson, La Fouly, Champex, Vichères-Liddes.

La plupart des stations sont situées à plus de 1 500 mètres d'altitude et 9 domaines skiables se trouvent au-dessus de 3 000 mètres.
Le canton compte de nombreuses stations thermales que l'on trouve notamment à Saillon, Loèche-les-Bains, Ovronnaz, Val-d'Illiez, Breiten et Brigerbad.
Le Valais dispose de neuf parcours de golf au total, 5 parcours de 18 trous : Crans-Montana, Loèche-les-Bains, Sierre, Sion, Verbier et 4 parcours de 9 trous Crans-Montana, Obergesteln, Riederalp et Zermatt.

### Secteur secondaire

La Grande-Dixence et ses 285 mètres de haut.

L'industrie est très diversifiée, elle va des profils en aluminium à la fabrication de mouvements mécaniques pour l'industrie horlogère, des moules de haute précision aux produits pharmaceutiques et de beauté, des composants électroniques aux matières plastiques, de la microtechnique aux biotechnologies, en passant par les pierres synthétiques (Hrand Djevahirdhjian à Monthey). Les multinationales Alcan, Lonza et Novartis occupent la moitié de la main-d'œuvre industrielle du canton, elles sont localisées à Viège pour Lonza, à Steg-Hohtenn, Sierre et Chippis pour Alcan et Novelis et à Monthey pour Novartis. Pour sa part Evionnaz abrite BASF Orgamol. Les petites et moyennes entreprises sont bien représentées dans la plupart des régions du canton, elles assurent une production de haut niveau dans les domaines les plus divers. 90 % des entreprises valaisannes occupent moins de 100 personnes. Parmi d'autres banques, la banque cantonale du Valais assure le développement économique de la région.
Le Valais est également un très grand exportateur d'électricité : de nombreux barrages (plus de 13), en particulier celui de la Grande-Dixence, sur la commune d'Hérémence, fournissent une grande quantité d'énergie hydroélectrique. Les principaux complexes hydro-électriques du canton sont le barrage d'Émosson, le barrage de Mauvoisin, le barrage de Cleuson, le barrage de Mattmark, le barrage de Moiry, le barrage de Tseuzier et le barrage de Salanfe.
Le Bas-Valais possède également une raffinerie, à Collombey, reliée par un oléoduc au port de Gênes en Italie.
Un gazoduc, appelé gazoduc du Rhône et appartenant à la compagnie Swissgaz, relie Obergesteln à Bex.

### Secteur primaire

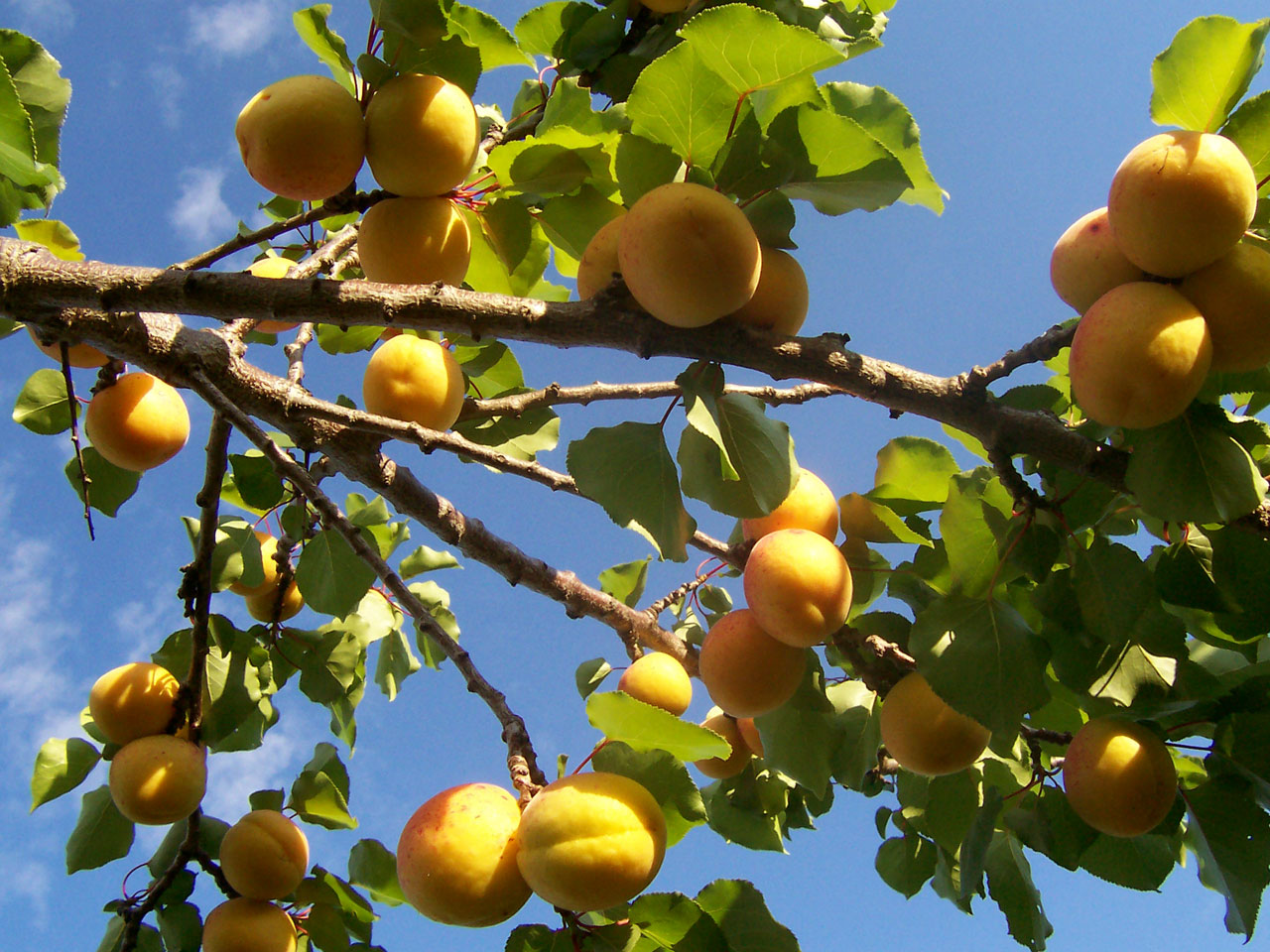
Les abricots sont très réputés en Valais.

L'agriculture, qui fut longtemps la principale activité du canton, a perdu de son importance, elle a longtemps été la base de l’économie. Mais depuis la fin du XIXe siècle, l’agriculture et l’élevage ont progressivement décliné, cédant la place à l’industrie. Les grandes cultures (céréales, maïs, colza, betterave et tabac) se concentrent essentiellement dans le Bas-Valais et dans certaines zones de montagne (pour le seigle notamment). Depuis peu, une nouvelle culture, le soja, a fait son apparition dans quelques exploitations et permet ainsi de diversifier la production. On cultive aussi des plantes aromatiques et médicinales.
Les cultures maraîchères (abricots, pommes et poires) restent renommées. On tire une eau-de-vie des abricots (l'abricotine) et de la poire Williams (Williamine).
La culture de la vigne est demeurée importante. Le Valais est le plus grand canton viticole de Suisse avec 5 000 hectares de vignes, soit le tiers de la production totale en Suisse. La commune de Chamoson, avec ses 427 hectares de vigne, est la plus grande commune viticole du Valais. Le vignoble valaisan, produisant tant des vins blancs que rouges, est très diversifié et plus de 40 cépages différents y sont élevés. Certains, d'excellente valeur, sont très anciens et n'existent plus que dans cette région. L'urbanisation exerce cependant une pression sur les terres agricoles.

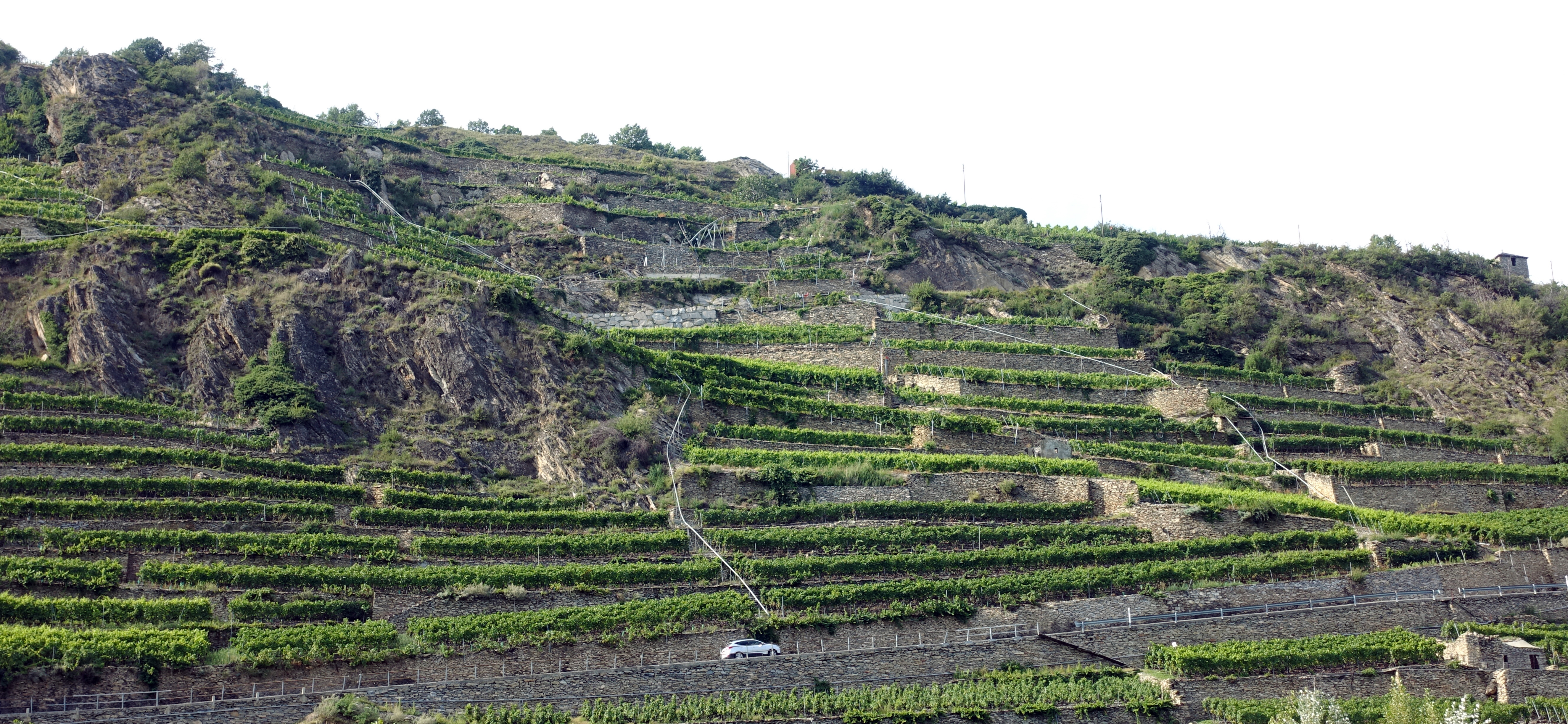
Vignes à Sion

L’élevage est une source de revenus non négligeable pour l’économie agricole du canton. Le cheptel valaisan est composé de bovins, dont la fameuse race d’Hérens, typique de la région. La plupart des têtes sont élevées pour la production laitière ou la viande. On y élève également des chèvres et des moutons dont le rôle dans la conservation du paysage est bien démontré. L’exploitation forestière est présente en Valais, mais occupe toutefois une place restreinte dans l’économie du canton, du fait de sa morphologie et de son climat.
Une particularité du village de Mund, situé à 1 200 m d'altitude au-dessus de Naters : la plantation d'une fleur, le Crocus sativus L (116 producteurs). De celle-ci on tire le safran. La récolte s'étend de mi-octobre à mi-novembre sur 14 000 m2. Le safran de Mund a été enregistré en tant qu'AOC par l'Office fédéral de l'agriculture le 2 juillet 2004.

#### Industrie de la pierre
En raison de sa richesse géologique, le Valais, depuis la Préhistoire, a recours à une grande palette de minéraux à des fins diverses. L'exploitation la plus ancienne a été découverte sur le site de Crettaz-Polet à Sembrancher, datant du Néolithique moyen, vers 3200 av. J.-C. Les trouvailles de la nécropole de Sion, au Petit-Chasseur, remontent au Néolithique final, entre 2500 et 2200 avant notre ère. Les nombreuses stèles sculptées mises au jour montre que l'on transportait alors déjà des blocs pesant plusieurs centaines de kilos. Les Romains ont  exploité plusieurs sites de stéatite (pierre ollaire), en particulier à Dossen-Gletschergarten, au-dessus de Zermatt. Cette production se poursuit jusqu'au haut Moyen Âge et bien au-delà, puisque dès le XVIe siècle presque toutes les maisons étaient équipées en pierre ollaire.
De petites carrières locales, dans les vallées de la rive gauche du Rhône, fournissaient des prasinites et des schistes verts, à Saas-Zermatt, Anniviers, au Val d'Hérens ou à Bagnes. La carrière de Martemo près d'Évolène a produit une belle roche bleutée, veinée de blanc, souvent utilisée pour décorer les bâtiments et pour façonner des fontaines et statues.
Les Alpes valaisannes offrent de grandes opportunités pour l'exploitation du gneiss. La carrière de la Massa, à Naters, a été ouverte en 1898 pour produire les moellons nécessaires à la construction du tunnel du Simplon.
L'ardoise fait partie des schistes faciles à débiter en feuillets pouvant atteindre jusqu'à un mètre carré. De nombreuses exploitations ont eu lieu en Valais, à Termen, Ried-Brig, Leytron, Sembrancher, ou Dorénaz, entre autres. 
Le granite est très présent dans les massifs du Mont-Blanc, des Aiguilles-Rouges, de l'Aar et du Gotthard. En outre, les glaciers ont transporté, sous forme de blocs erratiques, des blocs de granit jusque dans la plaine, sur une très vaste étendue. On a beaucoup utilisé ce matériau très dur et résistant, notamment au XIXe siècle, pour des colonnades, des escaliers, des fontaines, des encadrements de portes et fenêtres, des bordures de trottoirs et des bornes. 
Le Valais est riche également en carrières de quartzite. Mais seule celle de Saint-Léonard reste sporadiquement en activité. Cette roche produit du béton, du ciment, de l'abrasif et alimente également l'industrie du verre. Au XIXe siècle, Monthey et Martigny abritaient une verrerie.
Le travertin sert lui aussi à l'encadrement de portes et fenêtres, on en observe des illustrations à l'église protestante de Martigny, à celle de Saint-Romain à Savièse, et plus généralement sur de nombreux portails d'églises,.
Le marbre de Saillon, dont une veine de cipolin, ou marbre rubané a été découverte en 1873, a connu une grande célébrité durant le dernier quart du XIXe siècle et a été exporté dans toute l'Europe.

## Culture locale

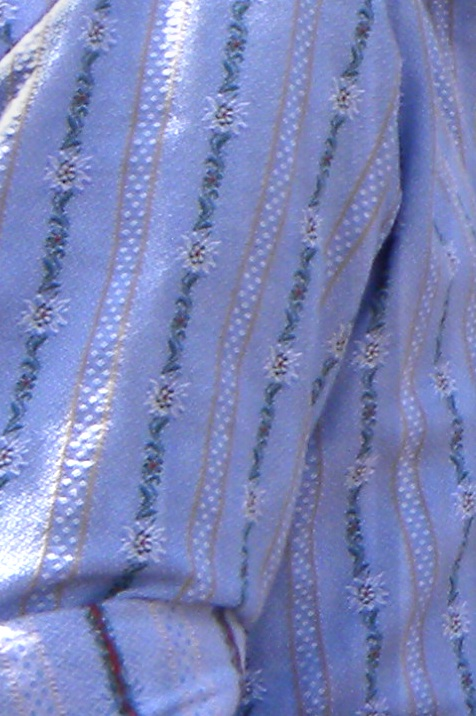
Toile de chemise traditionnelle des éleveurs de bétail.

Le canton du Valais possède des traditions culturelles riches et variées.
- La Médiathèque Valais, à Sion pour le patrimoine imprimé, Martigny pour le patrimoine audiovisuel, est le centre de documentation sur le Valais. Elle poursuit une politique active de publication afin de faire connaître ses fonds et offrir au public des outils de recherche documentaire performants. À Martigny elle propose régulièrement des expositions de photographies et des projections de films, alors que le site de Sion organise des cycles de conférences et de lectures sur le patrimoine et la littérature.
- La Société d'histoire du Valais romand (SHVR).
- L'Association cantonale valaisanne de mycologie (ACVM).
- Le Centre Pro Natura d'Aletsch sis à la villa Cassel, datant de 1902.
- La Murithienne - Société valaisanne des sciences naturelles.
- La Société Académique du Valais contribue à l'enseignement supérieur et à la recherche scientifique en Valais.
- SAVAR, la société d'astronomie du Valais romand.
- La fondation Fellini à la Maison du Diable à Sion qui propose expositions sur le cinéma, films de Fellini ou autres.

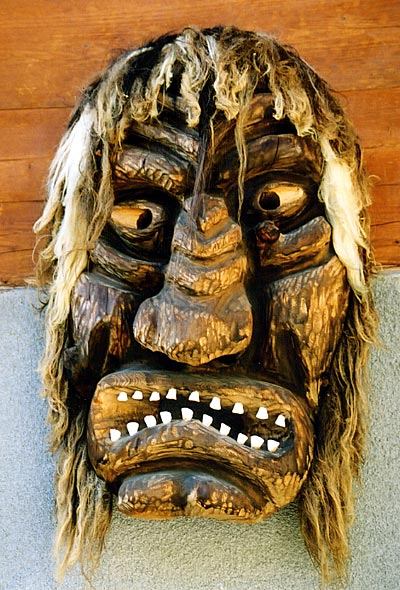
Masque en bois d'une Tschäggätä dans le Lötschental.

- La Fondation Pierre Gianadda - Expositions permanentes : parc de Sculptures, musée gallo-romain et musée de l'automobile.
- La Fondation Marconi, qui a pour but de faire connaître les expériences historiques de la télégraphie sans fil réalisées en 1895 à Salvan et de mettre en évidence l’évolution technique des moyens de communication.
- Le Valais possède plusieurs théâtres et salles de spectacles à rayonnement local, régional ou romand. Parmi les principaux théâtres, citons (en remontant le Rhône) : le Théâtre du Crochetan à Monthey, le Théâtre du Martolet à St-Maurice, Le Théâtre l'Alambic à Martigny, le Théâtre de Valère à Sion, le Petithéâtre de Sion ou encore le TLH à Sierre. En musique actuelle, le Port Franc à Sion ou le Pont Rouge à Monthey sont deux lieux avec une programmation professionnelle régulière.
- Le Valais connaît une riche tradition de carnavals, en particulier le carnaval de Monthey, celui du Lötschental, ou encore le carnaval d'Evolène.
- Le combat de reines est également une manifestation culturelle importante.
- Depuis quelques années, le Valais organise d'importants festivals de musique, notamment le Caprices festival à Crans-Montana et l'Open Air Gampel à Gampel, ainsi que le Festival International de Musique de Sion, qui est actuellement sous la direction artistique de Shlomo Mintz et le Festival de musique de Verbier, qui sont deux manifestations majeures du paysage musical suisse. D'autres festivals ont également lieu à Sierre, Martigny, Saas-Fee, et Veyras[73].
- La plupart des communes abritent également une ou plusieurs « fanfares » (terme impropre désignant ici des ensembles de type « Brass Band » anglais) ou orchestre d'harmonie, ainsi que de nombreux chœurs. Lesquels animent la vie locale et organisent également chaque année de rassemblements dans les différentes régions du canton, les festivals. Les meilleurs musiciens se réunissent également au sein d'ensembles de type Brass Band régionaux, à vocation plus compétitrice, dont certains comptent parmi les meilleurs ensembles de ce genre en Europe, par exemple le Valaisia Brass Band, vainqueur Championnat européen de brass band en 2018[74].
- La construction d'une salle de concert est prévue depuis 1985[réf. nécessaire], englobée dans le projet Cour de Gare à Sion (dont la construction a débuté officiellement le 5 octobre 2021 et qui devrait être terminé pour le printemps 2024[75]).
- Valais est le pays d'origine de Madeleine Carruzzo, première femme violoniste à entrer à l'Orchestre de la Philharmonie de Berlin[76], alors dirigé par Karajan, et le pays d'adoption de Tibor Varga qui y a fondé son Académie de musique, son festival et son concours de violon[77]. C'est aussi le pays de coeur de Jean Daetwyler qui composa l'hymne du canton du Valais : Marignan, en 1939.
- C'est aussi, au XVe siècle, la région d'origine des Uttini, la famille maternelle de Giuseppe Verdi, installés ensuite à Crusinallo dans le Val d'Ossola avant d'émigrer au XVIIe siècle pour partie à Bologne et pour partie à Cortemaggiore puis Busseto[78].
- Côté gastronomie, le Valais est également renommé pour certaines de ses mets et de ses produits, notamment l'Assiette valaisanne, le pain de seigle, la raclette, la brisolée, la fondue au fromage, les asperges à la valaisanne ou encore la côte de veau double du pays, morilles et croustillant de pancetta, mousse de sérac d’alpage avec une bouteille de Cornalin (issu du cépage du même nom). Le vignoble valaisan produit également une grande variété de vins de qualité. Le fendant, vin d'apéritif par excellence, est issu d'un cépage local, le chasselas.

### Emblèmes

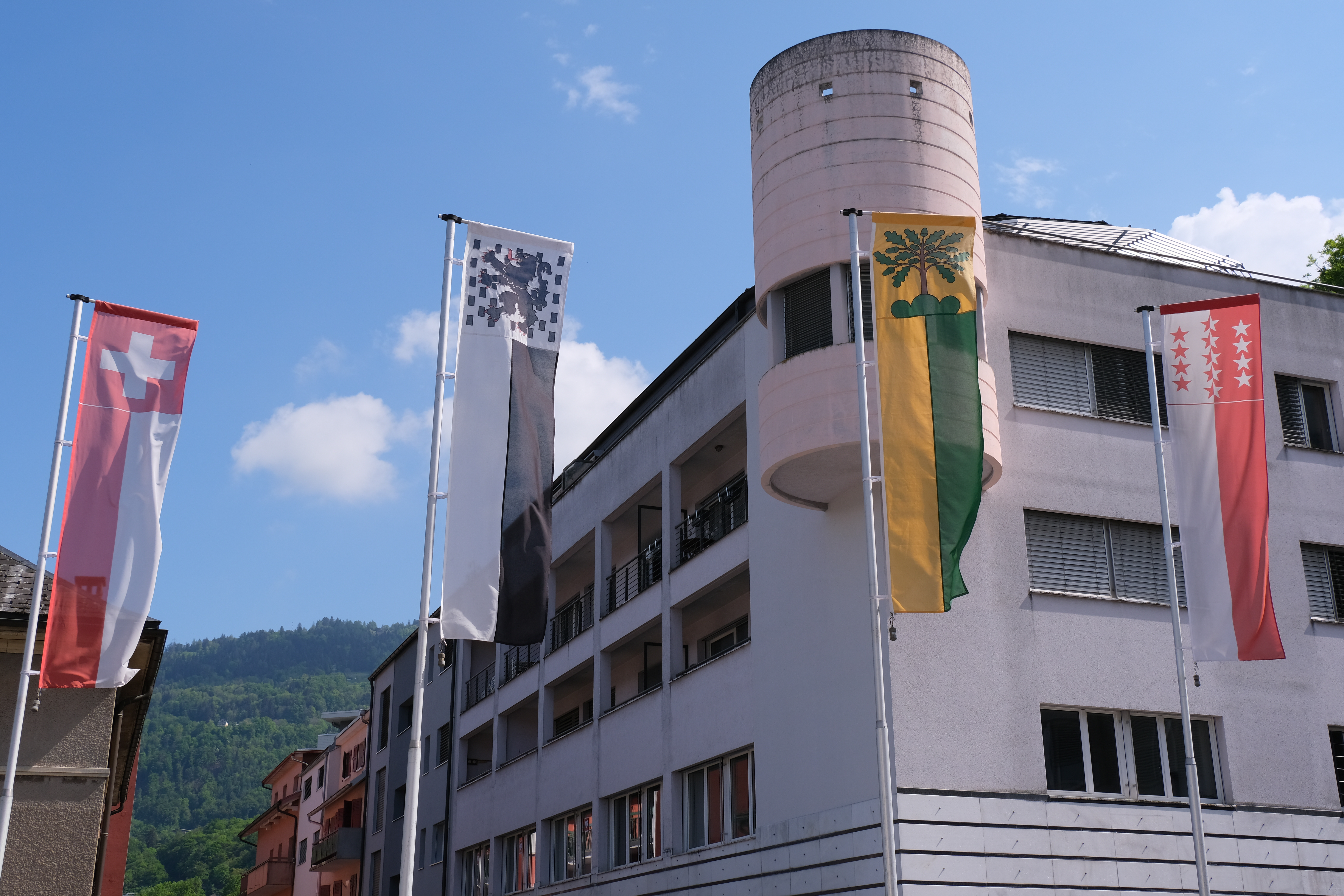
Le drapeau du Valais (à droite), devant les bâtiments de la commune de Monthey.

Le canton du Valais a pour emblèmes un drapeau et un blason. Les armoiries du Valais se blasonnent : Parti d’argent et de gueules, à treize étoiles, posées en trois pals 4, 5 et 4, de l’un en l’autre.
C'est au début du XVIIe siècle que les Patriotes valaisans font usage des sept étoiles pour représenter les Sept-dizains sur les premières monnaies frappées par la république ainsi que sur les sceaux officiels et les imprimés. Des documents papiers provenant de la première fabrique valaisanne de papier établie à Saint-Gingolph puis à Vouvry, sont filigranés de l'écu valaisan aux sept étoiles. Ces documents datent de 1639 et 1647. Les couleurs sont : parti d'argent et parti de gueules, qui étaient à la fois celles du pays et celles du diocèse.
Aucun changement n'est apporté aux armoiries des Sept-dizains de 1600 jusqu'à la révolution valaisanne et la République helvétique (1798 - 1802). Réuni à la nouvelle République, le Valais des dix Dizains est contraint d'adopter les lois et les principes, il est donc invité à faire disparaître les armoiries du Canton. Le Directoire exécutif invite le canton à effacer également les couleurs valaisannes. Durant cette période, le canton choisit l'emblème du chapeau de la liberté ou chapeau de Guillaume Tell.
La République indépendante du Valais est constituée le 20 août 1802 et le 4 septembre, les formes du sceau et des armes de l’État sont déterminées : « Les couleurs de la République sont le blanc et le rouge. Sur ce fond, il y aura douze étoiles qui répondent aux douze divisions territoriales, Conches, Brigue, Viège, Rarogne (demi-district), Mörel (demi-district), Loèche, Sierre, Sion et les nouveaux districts du Bas-Valais : Hérens, Martigny, Entremont, St-Maurice et Monthey. »
Sous le Département du Simplon (1810 - 1813) tout doit s'adapter à l'organisation de l'Empire français et l'ancienne cocarde du Valais est interdite. À la fin du régime, le 31 décembre 1813, le Valais retrouve son indépendance et demande son admission dans la Confédération. La nouvelle constitution apporte un changement important. Des parties détachées des dizains de Sion et de Martigny se forme un treizième district, celui de Conthey. Les nouvelles armoiries comportent donc treize étoiles sur fond rouge et blanc.

### Langues
Les deux langues officielles en Valais sont le français et l'allemand. Le canton est divisé en ces deux ensembles linguistiques, délimités par la Raspille, rivière en amont de la ville de Sierre. À l'est, les habitants parlent le haut-valaisan alors qu'à l'ouest, les habitants parlent le français ou l'arpitan (aussi appelé « francoprovençal » ou « patois »). En 2010, les langues parlées sont les suivantes : le français et l'arpitan, parlés par 66,5 % des habitants, l’allemand par 28,0 %, l'italien par 3,7 %, l'anglais par 2,5 %, et les autres langues par 13,7 %.
À la suite de la conquête romaine en 25 av. J.-C., le Valais parle le latin, qui évoluera et deviendra par la suite l'arpitan (et plus précisément ses variétés valaisannes). Puis, à partir du VIIIe siècle des colons venus de l'Oberland bernois, les Walser, vont commencer à s'installer dans le Haut-Valais et descendre le Rhône. Graduellement les villages vont se convertir à la langue germanique ; à titre d'exemple Loèche-les-Bains, arpitanophone au XIIIe siècle, devient germanophone au XVIe siècle. La frontière linguistique finira par se stabiliser au niveau de la Raspille, laissant environ deux tiers de la vallée romand (le Bas-Valais et le Valais central) et un tiers germanique (le Haut-Valais).
La langue vernaculaire des habitants n'est pas la langue officielle. Dans le Haut-Valais, ce n'est pas le haut-valaisan mais l'allemand standard qui est utilisé dans l'éducation, dans les affaires officielles, et plus généralement à l'écrit. De même, dans le Bas-Valais et le Valais central ce n'est pas l'arpitan mais le français qui est utilisé à cet égard.
Aujourd'hui, cette situation dichotomique a changé. Tandis que dans le Haut-Valais les habitants continuent de parler le haut-valaisan et d'écrire en allemand standard, dans la partie romande le français a largement supplanté l'arpitan, à tel point que dans les villages de plaine il est rare d'entendre l'idiome d'origine, et dans la plupart des autres localités il est en forte régression. Il est encore parlé par les enfants dans quelques villages, particulièrement dans la région d'Evolène, et que quantité de personnes nées avant 1950 le parlent encore quotidiennement à Savièse, à Nendaz ou dans le val d'Anniviers ; dans la plaine (à Fully, entre autres), ou dans le Val de Bagnes, où la proximité relative du canton de Vaud a poussé les autochtones à s'expatrier pour travailler, l'arpitan a déjà été largement abandonné. Une « fête romande et interrégionale du patois » est organisée à Martigny tous les deux ans en présence de groupes provenant de toutes les régions où l'usage de l'arpitan est traditionnel. Des initiatives ont été lancées pour tenter de sauver cette langue, notamment par la Fondation du patois.
| Langue principale parlée par la population résidente (en %) | Légende                                                        |
| ----------------------------------------------------------- | -------------------------------------------------------------- |
|                                                             | - Français - Allemand - Italien - Autre(s) langue(s) seulement |
| Sources                                                     |                                                                |

#### Exemple comparatif des langues du Valais
| Walser (Ernen)    | Am Morget, we nu der Maanet schiint, geit der Püür uf d Matta fer ga z määje. Äm säggschi weckt är schiini Fröw, wa nu teif gschlaafe het. |
| Allemand standard | Am Morgen, wenn noch der Mond scheint, geht der Bauer auf die Wiese, um zu mähen. Um sechs Uhr weckt er seine Frau aus dem tiefen Schlaf. |
| Arpitan (Savièse) | Lo matin, quand le luna brelye oncor, le payisan s’emmode por seyér lo prât. A siéx hores il dèsome la savua fèna que drome coment des troncs. Ó matën, can i ona brelé ouncó, i paijan ch’ënmóde pó chéé ó pra. A chi j-our.e i désoune a chavua féna kyé drome cómin dé tron. |
| Français standard | Le matin, quand la lune brille encore, l'agriculteur part faucher à la prairie. À six heures il réveille sa femme d'un sommeil profond. |
| Source            | |

À noter : Le texte arpitan est donné deux fois : le premier est dans la graphie supradialectale ORB, le deuxième dans une graphie phonétique locale.

#### Répartition linguistique par district
Lors du recensement effectué en 2005, la répartition linguistique était la suivante :
| District            | Population 2000 | % Allemand | % Français | % autres | Population 2005 |
| ------------------- | --------------- | ---------- | ---------- | -------- | --------------- |
| Brigue              | 23 052          | 91,9       | 1,4        | 6,7      | 23 984          |
| Conches             | 4 743           | 92,8       | 0,6        | 6,6      | 4 761           |
| Loèche              | 11 631          | 91,8       | 2,4        | 5,8      | 12 121          |
| Rarogne             | 10 380          | 96,1       | 0,8        | 3,1      | 10 888          |
| Viège               | 26 819          | 87,2       | 4,5        | 8,3      | 27 200          |
| Valais germanophone | 76 625          |            |            |          | 78 954          |
| Conthey             | 20 094          | 2,7        | 90,6       | 6,7      | 21 841          |
| Entremont           | 12 138          | 1,7        | 91,9       | 6,4      | 12 990          |
| Hérens              | 9 029           | 2,2        | 95,0       | 2,8      | 9 919           |
| Martigny            | 33 693          | 1,5        | 88,6       | 9,9      | 36 627          |
| Monthey             | 33 389          | 2,6        | 87,7       | 9,7      | 37 505          |
| Saint-Maurice       | 10 420          | 2,0        | 90,1       | 7,9      | 11 252          |
| Sierre              | 40 018          | 8,1        | 80,2       | 11,7     | 43 120          |
| Sion                | 36 993          | 5,1        | 85,1       | 9,8      | 39 367          |
| Valais francophone  | 195 774         |            |            |          | 212 621         |

Ainsi, fin 2005, le Valais germanophone comptait 27,1 % de la population du canton, contre 72,8 % pour le Valais francophone.
On constate dans le canton une poussée francophone, ces dernières décennies : la population du Haut-Valais, correspondant au Valais germanophone, n'augmente sur la période 2000-2005 que de 2 329 habitants soit 3,04 %. Le Valais francophone (Bas-Valais) gagne pour sa part pas moins de 16 849 résidents soit 8,61 %.
D'autre part la comparaison des recensements de 1990 et 2000 fait apparaître une nette poussée de la langue française, de l'ordre de 5 à 6 % de la population globale, dans les districts de Sion et Sierre, et ce au détriment de la minorité allemande qui y habite (et qui constituait une majorité à Sierre jusqu'aux environs de 1920).

## Lieux et monuments

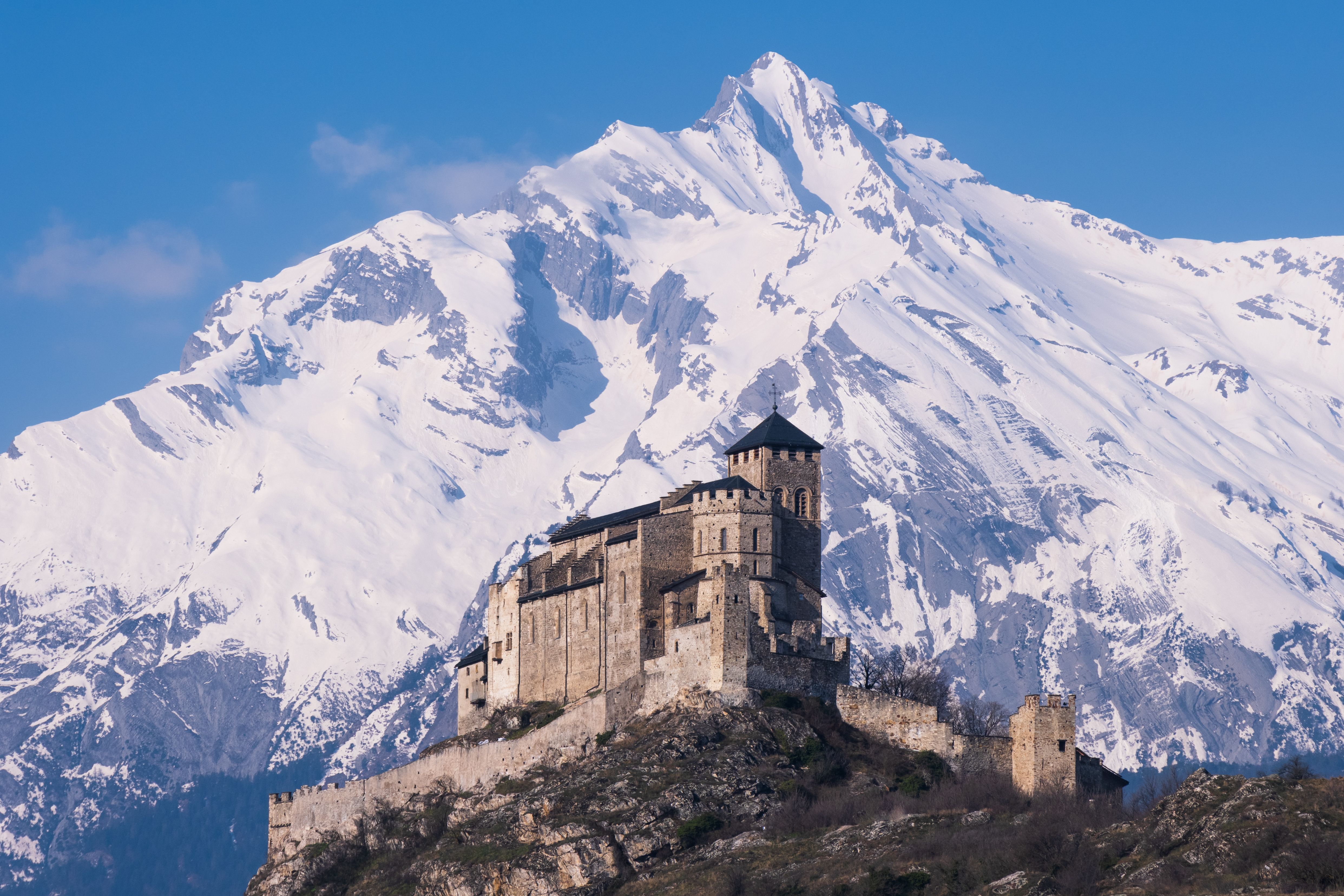
Le château de Valère et le haut de Cry en arrière-plan.

De nombreux monuments émaillent le paysage valaisan. Les plus connus sont certainement la basilique de Valère où l'on trouve le plus vieil orgue du monde encore jouable, et l'abbaye territoriale de Saint-Maurice d'Agaune. Le Valais compte plusieurs châteaux d'importance historique, fréquemment bâtis à des emplacements autrefois stratégiques: château de Tourbillon, château de Saint-Maurice, château de Stockalper, château de la Bâtiaz, château de la Majorie, château de la Porte du Scex, le château Mercier, le château de Villa, le château épiscopal de Loèche-Ville, la Tour Tavelli etc. Il faut mentionner également plusieurs églises qui présentent une architecture de qualité, en particulier celles dues à l'architecte Ulrich Ruffiner (vers 1480 - vers 1550) qui a laissé de nombreux édifices entre Sion et la vallée de Conches : église Saint-Théodule à Sion, église de Rarogne, église d'Ernen... Dans la vallée de Conches, on rencontre aussi plusieurs belles églises baroques ou baroquisées. L'architecture religieuse contemporaine a aussi donné des édifices intéressants, comme les œuvres de l'architecte genevois Jean-Marie Ellenberger (1913 - 1988) à Sierre (église Sainte-Croix) ou à Verbier.
Dans l'architecture civile, deux hospices, situés chacun à l'un des cols menant vers l'Italie, assuraient autrefois le ravitaillement des pèlerins qui se rendaient à Rome et des voyageurs : l'hospice du Grand-Saint-Bernard et l'hospice du Simplon. On rencontre aussi des vestiges romains intéressants, comme l'amphithéâtre de Martigny. Sion est également un « site majeur de la préhistoire européenne ». On peut y voir en particulier les dolmens du Petit-Chasseur, ensemble de grandes sépultures collectives remontant au  IIIe millénaire av. J.-C. Les ponts sont aussi un élément important du paysage bâti valaisan. Du fait de son relief montagnard qui oblige à franchir de nombreux obstacles naturels, le canton comporte plusieurs ponts, anciens ou modernes, souvent audacieux, parmi lesquels le pont du Gueuroz qui fut un temps le plus haut pont d'Europe, et le pont du Ganter, sur la route du Simplon.
Visible depuis le Valais central, la statue du Christ-Roi rappelle la tradition catholique du canton.
Parmi les musées les plus importants du canton, la Fondation Gianadda à Martigny attire de nombreux visiteurs de toute la Suisse et des pays frontaliers. Le canton compte également plusieurs musées, parmi lesquels  le musée cantonal des beaux-arts, le musée cantonal d'histoire, le musée cantonal d'histoire naturelle, le musée de la vigne et du vin ou encore le musée des Traditions et des barques du Léman.

## Patrimoine naturel

### Végétation et flore

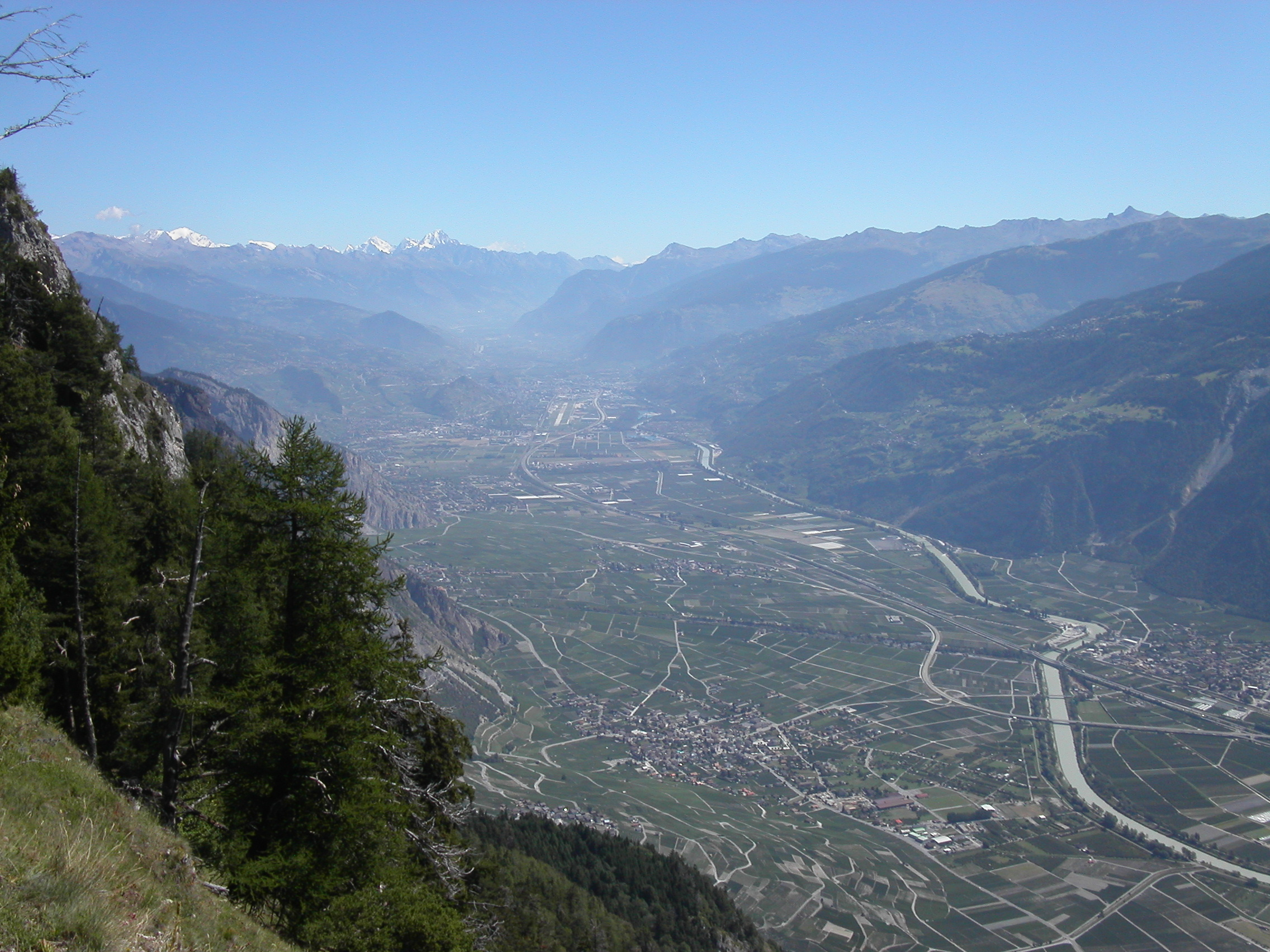
La vallée du Rhône entourée des Alpes.

Le Valais bénéficie d'une extraordinaire diversité de paysages qui contraste entre les sommets enneigés à plus de 4 000 m et les coteaux secs et les fonds de vallées humides.
Les climats particuliers de la vallée du Rhône, la présence de grands espaces sauvages et l'étendue des forêts naturelles se traduisent naturellement par une exceptionnelle richesse de la végétation. En Valais, il est utile de savoir reconnaître les différents étages de végétation, le collinéen, le montagnard, le subalpin, l'alpin et le nival.
- L'étage collinéen est l'étage des forêts de feuillus. En réalité, la végétation naturelle fait place presque partout aux cultures (vignes). La plaine du Rhône a une végétation naturelle dite alluviale qui est constituée de saules et d'aulnes ainsi que de peupliers.
- L'étage montagnard est la zone où se développent le hêtre et le sapin pour le Bas-Valais et le pin sylvestre dans la partie la plus sèche du Valais central. On trouve aussi le frêne qui abonde le long des chemins, des haies et des bisses. Certaines cultures, céréales, pommes de terre sont encore possibles ainsi que l'herbe de fauche (dont les modalités de gestion influent sur la biodiversité[91], notamment entomologique).
- L'étage subalpin est la partie qui s'élève jusque vers les derniers arbres et s'arrête dans les rhododendrons ou les genévriers nains. C'est dans cette zone que l'on trouve les forêts sombres de résineux. Dans le Bas-Valais, c'est l'épicéa qui domine, mais ailleurs dans le canton le mélèze l'accompagne, ainsi que l'arolle sur les hauteurs très ensoleillées de la chaîne pennine. C'est dans cet espace que l'on trouve aussi les mayens (résidence temporaire) avec leurs pâturages.
- L'étage alpin se trouve au-dessus des forêts. C'est là que se développent les pelouses rases qui sont le reflet des multiples variations de sol et de microclimat. Ces espaces sont impressionnants par leur floraison, leur parfum et leur diversité. C'est dans ces alpages que séjourne le bétail en été. La végétation spécialisée n'est pas influencée par la pâture qui se développe sur les éboulis, les crêtes et les pentes sèches, Dans les roches, on trouve une multitude de plantes qui poussent en touffes et qui sont adaptées aux divers milieux rustiques.
- L'étage nival s'étend jusqu'aux sommets les plus élevés, on n'y trouve plus que des mousses, des lichens et des algues. Parfois, dans des conditions rares et favorables, comme dans des niches rocheuses et protégées, poussent quelques plantes à fleurs.

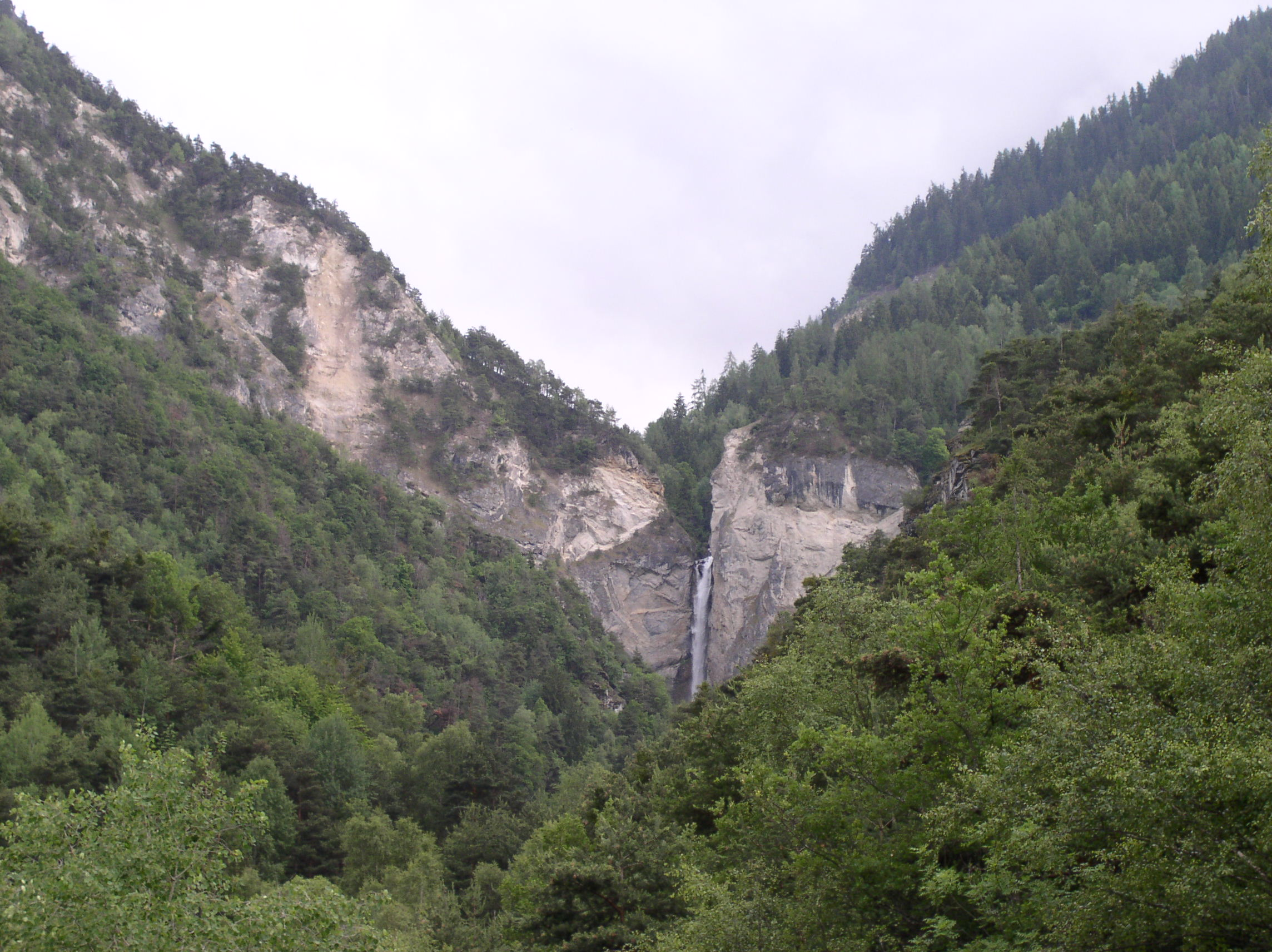
Le vallon de Réchy, une des réserves naturelles du Valais.

La flore valaisanne est tellement diversifiée que l'on ne peut la développer en détail sur cette page. Nous nous bornerons à citer quelques réserves naturelles avec leurs domaines d'intérêt.
- Le bois de Finges abrite une vaste pinède d'importance nationale où le Rhône coule libre et sauvage au milieu des zones alluviales, des îles, des bras de rivière de lacs et d'étangs. Ce biotope constitue un paradis idéal pour toutes sortes de plantes et d'animaux.
- Le vallon de Réchy est un vallon qui est situé entre le val d'Anniviers et le val d'Hérens. C'est un site unique dans le centre du Valais. Il est une des réserves naturelles du Valais. On peut le décomposer en quatre parties :
  - Le Bas-Vallon : on y trouve d'abord du bouleau et des pins sylvestres et avec une plus grande humidité, le sapin, l'aulne blanc, le frêne, le noisetier et le mélèze, la forêt est du type mixte.
  - Le Vallon Moyen : une immense barrière de roche barre la vallée, on pénètre dans un autre pays. Les arbres ont disparu, on trouve ici des landes et des prairies alpines. Chaque fleur a choisi son endroit préféré.
  - Le Haut Vallon : on croit que plus rien ne pousse, mais ce n'est pas vrai. C'est le monde du permafrost, et aussi une réserve d'eau pour les habitants de la région.
  - Le Louché : le biotope des bords du lac.
- La réserve naturelle de Derborence est située à la frontière entre le canton de Vaud et le Valais. Dans ce lieu on trouve l'une des dernières forêts vierges de montagne de Suisse, ainsi qu'un lac qui s'est formé à la suite d'un éboulement de la montagne. On y trouve une flore et une faune extrêmement diversifiées qui ont pu se développer à l'abri des déprédations de l'homme.
- Poutafontana est une réserve naturelle cantonale, c'est une des dernières zones de marécage de la plaine du Rhône. C'est un milieu de mégaphorbiaies eutrophes, d'eaux stagnantes et de suintement. On y trouve une grande quantité de plantes rares qui poussent en milieu humide.
- Les Follatères et Étangs du Rosel situés au coude du Rhône marquent la limite entre le climat humide (atlantique) des Alpes bordant le Léman et le climat plus sec (continental) du Valais central. Sur les Follatères on trouve entre autres des plantes à bulbe, des orchidées, des liliacées et des pluriannuelles comme la Joubarbe des toits et le Chardon penché. Sur les plages de terre nue entre les plantes vivaces, les mousses hépatiques font des dessins dichotomiques.
- L'étang du Rosel est situé dans la plaine, c'est l'un des derniers vestiges d'une zone humide autrefois très vaste.
- Les marais de Saint-Pierre-de-Clages sont un site d'importance nationale où l'on rencontre de nombreuses plantes rares typiques des zones humides.
- Les rigoles de Vionnaz sont les bas-marais les plus pauvres en nutriments de toute la plaine du Rhône. Avec une superficie de 14 ha, ce site représente le plus grand marais de la plaine du Rhône dans le Bas-Valais. Il comprend des forêts humides, une roselière étendue et surtout une tourbière. On y trouve des espèces rares et précieuses typiques des tourbières acides et pauvres, notamment le rossolis carnivore (plante).

Le canton fut au cours des siècles derniers un terrain de découverte pour beaucoup de scientifiques qui lui rendirent hommage en attribuant à plusieurs taxons l'épithète vallesiacus.

### Faune

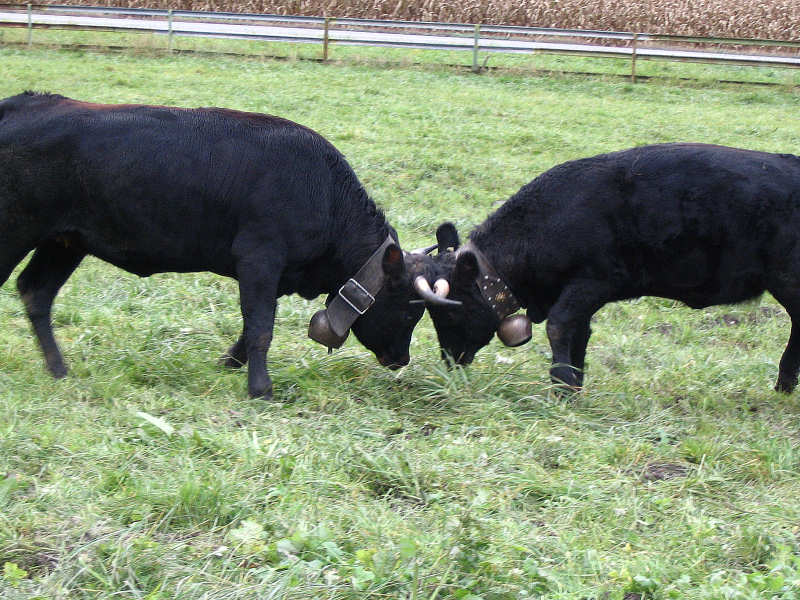
Deux vaches d'Hérens au combat.

Le Valais est privilégié pour sa faune sauvage abondante et facile à observer. Par sa superficie, sa situation géographique et son climat, le Valais offre à la faune des biotopes de qualité. La richesse de la faune valaisanne donne la mesure de la diversité des milieux qui abritent 49 espèces de mammifères terrestres et 24 de chauves-souris, près de 200 espèces d'oiseaux, 34 de reptiles, batraciens et poissons, 57 de libellules, enfin, près de 1 400 espèces de papillons et plus de 70 espèces de sauterelles et criquets. Ces chiffres augmentent si l'on s'intéresse aux papillons nocturnes, aux hyménoptères ou aux coléoptères (environ 4 000 espèces pour le Valais).

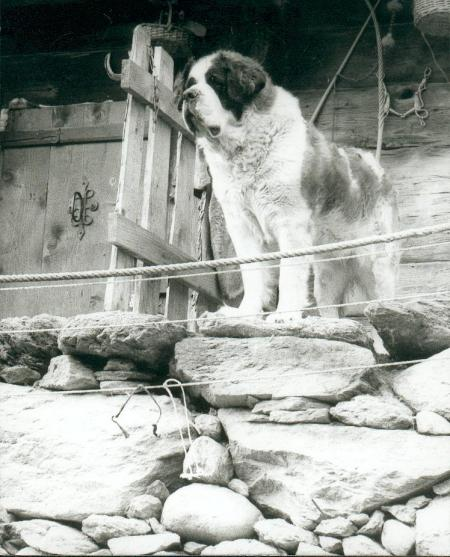
Un Saint-Bernard.

La vache d'Hérens est une vache caractérielle typique du Valais. Les animaux de cette race sont dotés d'un tempérament  vif et belliqueux qui se manifeste par un rituel de dominance exacerbé. Les combats auxquels se livrent naturellement les vaches lors de la mise à l'herbe, de la montée à l'alpage ou lors de la réunion de deux troupeaux en témoignent. Néanmoins, les animaux restent paisibles et calmes le reste de l'année. Cette aptitude est bien sûr à la base de l'organisation des combats de vaches qui ont lieu chaque printemps. Ces manifestations rassemblent plus d'une centaine d'animaux répartis en diverses catégories selon l'âge et le poids. Après maintes joutes, l'une des combattantes est déclarée « Reine » par le jury. De telles manifestations sont également organisées dans la Vallée d'Aoste avec les animaux de la race valdostaine et, depuis quelques années, un combat a lieu annuellement dans la vallée de Chamonix. L'aptitude au combat fait partie intégrante du patrimoine génétique de la race et, bien qu'aucune étude d'héritabilité n'ait été entreprise, il ne fait aucun doute que sa transmission est d'ordre héréditaire[réf. nécessaire].
Au cours de l'année 2016, une meute de loup se forme dans la région Augstbord en amont de Rarogne. Le canton a longtemps pratiqué une politique hostile au prédateur, en raison des dégâts causés sur les élevages d'ovins.
Trouvant son origine dans l'histoire de l'hospice du Grand-Saint-Bernard, le Saint-Bernard est une race de chien très appréciée pour son caractère et son hospitalité. Cette race fut la vedette de différents films parmi lesquels Beethoven. Un musée est consacré à l'historique de cette race à Martigny.